# 魔法少女リリカルなのはシリーズの登場人物
魔法少女リリカルなのはシリーズの登場人物（まほうしょうじリリカルなのはシリーズのとうじょうじんぶつ、英語：Characters in Magical girl lyrical Nanoha series）は、テレビアニメ作品『魔法少女リリカルなのは』シリーズに登場する架空の人物の一覧である。
世界観が本シリーズとは異なる『魔法少女リリカルなのはINNOCENT』の本シリーズと同名の登場人物、本作のみに登場する人物に関しては記載せず別項を参照。

## 主要登場人物
それぞれのシリーズにおいての主要登場人物達。

### なのはシリーズの主要登場人物
全シリーズ通しての主要登場人物。
高町 なのは（たかまち なのは）
声 - 田村ゆかり

第3期『StrikerS』までは主人公を務めた。『ViVid Strike!』では明確には登場していない。
フェイト・テスタロッサ → フェイト・T・ハラオウン
声 - 水樹奈々

高町なのはと同様に『ViVid Strike!』では明確には登場していない。
八神 はやて（やがみ はやて）
声 - 植田佳奈

第2期『A's』からの登場人物で、第1期・『ViVid Strike!』には未登場。

### ヴォルケンリッター
魔道書「闇の書」の主であるはやてを守る守護騎士達。『A's』から登場。守護騎士システムに関する詳細はヴォルケンリッターを参照。第1期・『ViVid Strike!』には未登場。
シグナム
声 - 清水香里

ヴィータ
声 - 真田アサミ

シャマル
声 - 柚木涼香

ザフィーラ
声 - 一条和矢

### 機動六課前線フォワード部隊
第3期『StrikerS』から登場。はやてが設立した時空管理局の新部隊『機動六課』の前線フォワード部隊に所属する4人。
スバル・ナカジマ
声 - 斎藤千和
スターズ分隊のフロントアタッカー。15歳（『StrikerS』）→19歳（『ViVid』）。

ティアナ・ランスター
声 - 中原麻衣
スターズ分隊のセンターガード。16歳（『StrikerS』）→20歳（『ViVid』）。

エリオ・モンディアル
声 - 井上麻里奈
ライトニング分隊のガードウイング。10歳（『StrikerS』）→14歳（『ViVid』）。

キャロ・ル・ルシエ
声 - 高橋美佳子
ライトニング分隊のフルバック。10歳（『StrikerS』）→14歳（『ViVid』）。

### 『ViVid』の主要登場人物
『StrikerS』で重要登場人物だったヴィヴィオと、覇王の末裔のアインハルト、そしてヴィヴィオの友人やなのは達の近親者といった若手ルーキー魔法少女達が『ViVid』での主要登場人物である。
ヴィヴィオ → 高町 ヴィヴィオ（たかまち ヴィヴィオ）
声 - 水橋かおり
『StrikerS』より登場したキャラクターで、『ViVid』では主人公。10歳（『ViVid』）。聖王教会系の学校「St（ザンクト）.ヒルデ魔法学院」初等科に通うなのはの養女。専用デバイスは「セイクリッド・ハート（愛称：クリス）」で、術式はベルカ主体のミッド混合ハイブリッド。
「最後のゆりかごの聖王オリヴィエ」のクローン体「聖王の器」であり、聖王家の特徴である右目が緑・左目が赤の虹彩異色を持つ。『StrikerS』の時はレリックによる古代ベルカ王族の固有スキル「聖王の鎧」を保持していたが、その力を失った『ViVid』では聖王の鎧は消失している模様。なのはが保護者、フェイトがその後見人となっており、2人を「なのはママ」「フェイトママ」と呼び慕う。好きなものは、なのは手作りのキャラメルミルク、嫌いなものはピーマン（サウンドステージM3で克服したと語られる）。
『StrikerS』時は、休暇中のエリオとキャロが偶然発見。機動六課で保護するようになってからはなのはに懐き、当初は彼女がいないだけで泣き出してしまっていた。2人が仕事でいない間はアイナ・トライトンとザフィーラが面倒を見ていた。人造生命体でありながら通常の少女と変わらない知能や言語能力を持っていたことから、エリオは元となった人物の記憶を持つプロジェクトFの産物ではないかと考えていた。その後スカリエッティによって拉致され、レリックを体内に埋め込まれて古代の戦船「聖王のゆりかご」の制御ユニットとして組み込まれてしまう。
その後、救出に来たなのはの前でクアットロの策略により聖王としての戦闘モードへ移行。この時初めて見せた聖王形態は、本来の子供の姿ではなく10代半ばの少女へと成長しており、服装は黒色を基調としたなのは風のバリアジャケットに変更され、髪型もサイドポニーになっていた。激闘の果てに、正気を取り戻し、なのはのスターライトブレイカーによって埋め込まれていたレリックが破壊されたヴィヴィオは、力を失い本来の姿に戻った後に無事保護された。そして、エピローグで正式になのはが養子として引き取って「高町ヴィヴィオ」となり、本人の希望により普通の子供達とともにSt.ヒルデ魔法学院に通学するようになった。
『サウンドステージX』では初等科3年生。六課関係者だけでなくナンバーズ更生組、ルーテシアとも仲良くなっている。本好きが高じて無限書庫司書の資格を取得しており、作中の会話から時折局から齎される依頼を手伝っている模様。オットーからの要請で『イクス』について調査し報告するなど、バックアップとして活躍している。エピローグではイクスとモニター越しに会話を行なっている。
『Vivid』では初等科4年生になり、自分専用のデバイス「セイクリッド・ハート」をなのはとフェイトから贈られた。また、ミッドチルダで行われている格闘戦技「ストライクアーツ」をノーヴェを師匠にして正式に学んでいる（格闘の基礎はスバルやギンガから教わっていた）。試合やストライクアーツの修行時には、魔法で成長した姿「大人モード」に変身する。大人モードの見た目は「聖王形態」時のヴィヴィオのものだが、単にリーチが伸びて見た目が成長しているだけで中身は同じ。着ているジャケットも黒色でなく紺色と白色を基調とした色違いになっている。この大人モードは「イタズラのためなどには使わない」となのはと約束している。大人モードになると母親のなのはよりも背が高くなるが、成長するのはあくまで身体だけで、心まで成長するわけではないと述べている。「聖王オリヴィエのクローン」としての自分の生まれも受け入れており、それを否定的に受け止めることはないが、オリヴィエのことをもっと知りたいという希望も持っている。
自身の持ち味である高い学習能力に、速く精密な動作と恐れず前に出て戦う勇気、ノーヴェも認める目の良さから来る広い視野と見切りによるカウンターで相手を倒す「カウンターヒッター」が格闘スタイル。だが、魔導師としてのタイプは学者型で、演算処理能力も高速並列処理型。格闘戦をするには攻撃の出力が今ひとつな上に防御力は脆く、戦闘魔導師になったとしても中後衛型で格闘型には向いていないとシャンテから指摘されていた。ヴィヴィオ自身も自分の資質が格闘型ではない事を自覚しているが、ストライクアーツが好きだからという理由で辞めるつもりはなく、欠点を克服するために長所を磨いた今のスタイルで実力はかなりのレベルになっている。
格闘型だが遠距離攻撃魔法の「ディバインバスター（アインハルトは高速砲と呼ぶ）」や「ソニックシューター」を使用でき、魔力付与打撃の「アクセルスマッシュ」や「ジェットステップ」、ノーヴェの技である「リボルバースパイク」などを習得して魔力で打撃の出力不足を補っている。IMCSに向けてのノーヴェから課せられた課題は「格闘戦技全体のスキルアップ」と「カウンターブローの秘密特訓」。1,2回戦を難なく勝ち進み、3回戦では自身の資質とは正反対の純粋な格闘型であるミウラと対決したが、激戦の末に敗退した。
ルーフェンへの合宿では、レイ・タンドラから極限の見切りを示す「神眼」についてアドバイスを受けた。また、管理局での戦技披露会でミウラとの再戦を控え、勝者となれば「母親」高町なのはとの勝負ができるため、それに向けて修行している。
『ViVid Strike!』では、ナカジマジム所属。DSAAのU15格闘競技選手で、ワールドランク7位となっている。現在1位のリンネ・ベルリネッタをインターミドルの都市本戦で僅差で下した経験を持つ。
『Force』では中等科の制服を着ており、なのはへの届け物のついでにトーマとリリィに会うために特務六課を訪れ、トーマとシグナムの模擬戦を観戦する。
『-THE GEARS OF DESTINY-』では「ある現象」に巻き込まれて13年前の地球に飛ばされてしまい、アインハルトと共に元の世界に戻る方法を探している。最終決戦では13年前のなのは達と共に「砕け得ぬ闇」を止めるために戦う。なお、13年前のなのはともかなり仲が良くなり、親子として接していたため、ヴィータからツッこまれている。彼女の闇の欠片も登場し、なのはと出会ったばかりの頃とクアットロの策略でゆりかごの制御ユニットにされた頃の彼女が登場する。いずれも体は大人モードなため、彼女を見たシャマルは大きな迷子と思われた。また本来低いはずの防御力が全キャラ中2番目という硬さを誇っているが、それはクリスが「セイクリッドディフェンダー」を常時発動していたからである。
アインハルト・ストラトス
声 - 能登麻美子
本名はハイディ・E・S（アインハルト・ストラトスの略）・イングヴァルト。12歳（『ViVid』）。両親は現在のところ登場していない。専用デバイスは純粋な古代ベルカ式の「アスティオン」で、クリスの機能を参考にして作られた補助制御型となっている。術式は古代ベルカ式。St.ヒルデ魔法学院中等科に所属する生徒であり、古代ベルカ時代にあったシュトゥラ王国の国王「覇王イングヴァルト」の末裔。碧銀の髪に、右が紫で左が青の虹彩異色の瞳。純血統であり、一族に稀に現れる覇王の身体資質と記憶を受け継いだ存在にして、古代ベルカの格闘術「覇王流（カイザーアーツ）」の継承者。ヴィヴィオに出会うまで、現代ではもう晴らすことのできない覇王の無念の想いを抱えて苦しんでおり、それゆえ己が最強であることを実証するまで自分は心から笑ってはいけないという戒めを科していた。
自分の中では未だに終わっていない古代ベルカ戦争のこと、自分自身の強さを知ること、ベルカのどの王よりも自分が強くあることを証明するため、変身魔法で大人の姿（本人は「武装形態」と呼ぶ）となって格闘技の実力者達に次々と野試合を申し込んでは倒していた。そして王達の情報を知るノーヴェにも戦いを挑み、勝負は相討ちに近い勝ちに終わるものの発信機を付けられ、逃亡中に力尽きて気絶していた所をノーヴェの連絡で駆け付けたスバル達に保護され正体が露見してしまう。
被害届が出ていないこととティアナやノーヴェの計らいにより、野試合の件は説諭程度で済まされた。その後、ノーヴェらの計らいで聖王の遺伝子を持つヴィヴィオと出会って友人になり、共に行動するようになった。連休でのカルナージのオフトレ込みの旅行に誘われて同行し、なのは達局員も参加する模擬戦にも参加する。試合後に得た高揚感から「もっと戦いたい」と思うようになり、10代の魔導師なら全員参加できるDSSA主催のインターミドル・チャンピオンシップ（IMCS）の存在を聞かされ、参加を決意する。しかし、参加者は「安全のためにCLASS3以上のデバイスを所持していなければならない」というルールがあったため、ルーテシアの計らいで八神家にデバイスの作成を依頼する。
完成したデバイスに、古代ベルカ時代に死産した雪原豹の子供にオリヴィエが付けようとしていた「アスティオン」という名前（愛称は「ティオ」）を与えた。初起動の際に、ティオの意思で武装形態での髪型が普段のものと同じツインテールに変更された。IMCSに向けてノーヴェから実戦方式のメニューを課され、スパーリングの相手を紹介されることになる。
IMCSは1,2回戦を秒殺KOで勝利し、3回戦ではコロナと同門対決。コロナの独特な魔法戦技に苦戦するものの、激闘の末これに勝利。4回戦では、この世代のアスリートの中では次元世界最強と言われているジークリンデと対決するが、彼女がエレミア一族の末裔と知るとクラウスとオリヴィエの悲劇の記憶も相まってかノーヴェのセコンドを無視し感情的な行動に走り、それによってアスティオンが限界まで力を使い果たしダウンしたことで彼女自身も敗北する。
その後、改めて自分達の因縁を知るため皆と共に次元書庫への探索に赴き、そこでファビアとの戦いを経てエレミアの真相を知ることとなる。そして自分が抱いていた葛藤に気づいたヴィヴィオに決闘を挑まれ、激戦の末に敗退。彼女の真摯な姿勢と言葉によって積年の苦悩を振り払い、ようやく笑顔を取り戻すことができた。
ルーフェンへの合宿ではノーヴェから自身の覇王流断空拳もまだまだ高みに到れることを見せられ、更なる決意を固める。
その後、インターミドルDSAA以外の大会にも参加して勝利を積み重ね、15歳以下では無敗の実力者となっている。
『ViVid Strike!』では、U15で全試合無敗・全試合ＫＯの絶対王者となっており、ナカジマジムの選手たちの筆頭格。また、フーカ・レヴェントンを見出し、ナカジマジムに入門させている。
『Force』ではヴィヴィオと一緒にいるシーンで一コマだけ登場。
『-THE GEARS OF DESTINY-』では「ある現象」に巻き込まれて13年前の地球に飛ばされてしまい、ヴィヴィオと共に元の世界に戻る方法を探している。最終決戦では13年前のなのは達と共に「砕け得ぬ闇」を止めるために戦う。彼女の闇の欠片も登場し、どちらも野試合を申し込んでいた頃の彼女が登場し、ヴィヴィオやヴィータと対峙する。
コロナ・ティミル
声 - 福圓美里
ヴィヴィオ、リオの同級生。10歳（『ViVid』）。水玉模様のキャンディを模した髪留めでツインテールにしている。ヴィヴィオとは初等科1年生の頃から親友であり、リオともすぐに打ち解ける。成績は優秀で前期試験では全教科100点をとっており、学年1位である。格闘も攻撃魔法もそれほど得意ではないが、コアとなる端末に魔力を込めて練り上げたゴーレム・「ゴライアス」を自在に操る特殊な召喚魔法「ゴーレム創成（クリエイト）」では誰にも負けないという自負がある。IMCS地区予選では「ゴーレムマイスター」と紹介されている。デバイスを所持していなかったが、旅行でカルナージを訪れた際にルーテシアから自身の補助に特化した短剣型インテリジェントデバイス「ブランゼル」を受け取り、模擬戦でも使用している。自身がチーム・ナカジマの中で体力・筋力・魔力量が低く能力が劣ることを自覚しており、ストライクアーツも最初は興味がなく友達になったヴィヴィオがやっているからなんとなく始めたらしい。そのため楽しいばかりでなく何度か辞めようと考えていたが、辞めずに続けているのは「辞めたらヴィヴィオと友達でいられなくなる」と思っていることとコーチであるノーヴェがそれとなく気に掛けてくれているからとのこと。しかしノーヴェからは4人の中で一番冷静な性格をしており（予選会でも4人の中で一番落ち着いている）、知力と発想力は高いと称賛されている。IMCS地区予選3回戦でチームメイトであるアインハルトと対戦。彼女に勝利するために新たに自身の「ゴーレム創成」とノーヴェから教わったストライクアーツを組み合わせた「錬成武技（マイストアーツ）」と完成させた。試合開始と共に自身の腕に部分錬成したゴライアスの腕による不意打ち一撃をくらわせ、そのまま試合を続行し吹き飛ばされながらも「ゴライアス」の錬成に成功する。しかしアインハルトの猛攻により「ゴライアス」は破壊されてしまい、ライフも危険域にまで陥ってしまう。そのためマイストアーツと共に編み出した切り札である自身の身体を操ってオートカウンターで自動反撃する身体操作魔法「ネフィリムフィスト」を発動し、ヴィヴィオやノーヴェ、リオが得意とする武技を放ち反撃に転じるが、身体操作魔法の弱点を突かれ心が折れそうになった所をオットーの檄を受けて改めて本来のスタイルであるゴーレム練成で挑む。アインハルトの反撃に遂に敗退するが、敗者にも温かい拍手が送られ、今後もチームナカジマの一員として鍛えていくことを決めた。
知力の高さからマネージャー業にも関心を抱いており、選手たちの対戦相手などとしての活躍もしている。
無限書庫の立ち入りパスを持っており、ヴィヴィオと共に無限書庫探索にも同行。ヴィクトーリアと共に探索をしていた。
ルーフェンへの合宿では春光拳門下生のタオ・ライカクと対決。タオの独特な戦技の弱点をその知力で見抜き、タオに勝利している。
リオ・ウェズリー
声 - 喜多村英梨
ヴィヴィオ、コロナの同級生。10歳（『ViVid』）。次元世界ルーフェン出身で春光拳の師範レイ・タンドラの孫娘。当初はルーフェンで学んでいた。
ヴィヴィオとコロナとは初等科3年生の最後の頃に無限書庫で出会ったが、すぐに親友になった。電気と炎両方の属性を持つ変換資質である「炎雷」という希少な才能を持ち、その資質と実家の格闘技「春光拳」を組み合わせた技を新技として編み出していた。身体能力・魔力量ともにとても高く、フィジカルの試験では学年3位になっている。身体強化魔法による怪力の持ち主で、コロナのゴライアスやインターミドルのリングを身体一つで持ち上げて投げ飛ばしている。当初からインテリ型デバイス「ソルフェージュ」を所持しており、ヴィヴィオからは羨望の眼差しを向けられていた。ヴィヴィオの大人モードを参考にした身体強化魔法を独自に組んでおり、使用すると長髪の姿をした10代後半と思われる姿に変化する。IMCSでのノーヴェから与えられた課題は「炎雷魔法」の徹底強化と「春光拳」に武器戦闘の技術体系を加えたものを完成させること。
インターミドルでは1，2回戦を勝ち抜き3回戦ではハリー・トライベッカと対決。怪力と春光拳を組み合わせた武術でハリーを窮地に追い込むが、ハリーの隠し技を食らってついに敗退。ルーフェンで、ノーヴェから珍しい技だったため健闘できたものの、今後研究されてくれば更なる基礎練習なくして高みに至れないことを伝えられた。
コロナと同様、無限書庫の立ち入りパスを持っており、無限図書探索にも同行。実家の資料探索の関係で資料探索には慣れており、ミカヤと共に探索をしていた。ファビア乱入の後、エレミアの手記を最終的に発見したのもリオである。
ミウラ・リナルディ
声 - 伊藤かな恵
八神家が経営する八神家道場の生徒で、ザフィーラを師匠と呼んでいる。12歳。 一人称は「ボク」。小さい頃から実家のレストラン「リストランテ・リナルディ」の手伝いをしていたため、身体能力は高い。
もともと何にも自信を持てない性格だったが、道場に入って頭角を現し、シグナムやヴィータと練習試合が出来るほどの実力を持つに至る。反面、極度の上がり症で緊張状態になると挙動不審な行動や言動をとる。どこか気が弱くておっちょこちょい。純粋な格闘型で一瞬で相手の懐に入り込み、強烈な一撃を喰らわせる戦闘スタイルを取る。切り札として「抜剣（バッケン）」と呼ぶ近接型の収束魔法を持つ。収束魔法を近接魔法として使用したのは作中では初めてである。使用デバイスは星のワッペンの形をしたインテリ型と思われる「スターセイバー」。セットアップするとジャケット型デバイスに変化する。
DSAAインターミドル地区予選第1試合でミカヤと対峙し、開始早々無策で突進してミカヤに居合技を食らい、ライフを大幅に削られてしまうが、「抜剣」を使用し1ラウンドでギリギリになりながらも勝利を収める。2回戦も勝ち進んで3回戦でヴィヴィオと対決し、両者一歩も譲らぬ好勝負であったが、戦いの苦痛から動きが僅かに止まったヴィヴィオの隙を見逃さず抜剣を命中させ、勝利を収める。その後も都市本戦2回戦でジークリンデに敗れるまで勝ち進み、業界でも注目されるようになった。
無限書庫探索にも同行し、ヴィヴィオと共に探索をしていた。
ルーフェンへの合宿にも参加し、ヴィヴィオとともにアイリン・ハーディンに挑んでいる。
ヴィヴィオと友人である一方互いにライバルとして最も強く意識する選手であり、管理局の戦技披露会でヴィヴィオとの再戦が決まっている。
『ViVid Strike!』では、ナカジマジムに移籍している。DSAAのU15格闘競技選手で、ワールドランク5位の実力者。ウィンターカップ1回戦でリンネと対決している。
ユミナ・アンクレイヴ
声 - 上坂すみれ
アインハルトと同じクラスのクラス委員。自身は選手ではないがインターミドルをはじめとする格闘技が大好き。
クラスメイトで有力選手でもあるアインハルトを気にかけていたがあまり声をかけることができず、アインハルトが笑顔を取り戻した後に打ち解けるようになった。学院祭でヴィヴィオ達と知り合ってからヴィヴィオ達と同行し、サポートをするようになる。家族が忙しいため、アインハルト宅に食事を作りに行くこともしばしば。
整体施術の資格も持っており、選手たちに披露している。
『ViVid Strike!』では、ナカジマジムのバイトリーダーとしても活動中。リンネの情報を集めてきたり、選手たちの体調管理などにつとめている。

### 『Force』の主要登場人物
『Force』から登場。この3人が『Force』における主要登場人物でもある。
トーマ・アヴェニール
声 - 梶裕貴
『Force』の主人公。15歳。第3管理世界・ヴァイゼン出身。趣味は一人旅と遺跡での宝探しとキャンプ料理。ミッド式の魔導師。非戦闘用だが、代わりに撮影と観測に特化したインテリジェントデバイス「スティード」を相棒にしている。専門技術者でも解除に時間が掛かる鍵をアンロックの魔法で一瞬にして開いたり、ヴェイロンが興味を持つほどの戦闘力を発揮している。なのはは、航空剣士としても砲撃手としても面白い素材だと考えており、シグナムも筋がいいと褒めている。
7年前に起こった「ヴァイゼン遺跡鉱山崩壊事故」の唯一の生存者で、一人になってからは「町を壊した犯人への復讐」だけを心の糧に、山中で自分なりの修行をしながら浮浪児として生きて来た。その後、ヴァイゼンに自主トレーニングで訪れていたスバルによって発見・保護され、生活や勉強などの面倒を見てもらうようになる。その縁で、ナカジマ家一同、ティアナやアルトを始めとした元機動六課の面子とも面識があり、互いに愛称で呼び合うほど親しい者もいる。特に同年代のエリオやキャロとは仲良しで、エリオとはお互いタメ口で話す。過去にケリを付けて新たな人生を歩むため、スバルに半年の期限で許可をもらって世界を回る一人旅を続けていた。この旅が無事終わった暁にはナカジマ家の養子となる予定であった。
旅の途中に立ち寄ったルヴェラ鉱山遺跡で、突如頭に響いた助けを求める声に導かれたトーマは、囚われていた少女「リリィ・シュトロゼック」と出会いECウイルスに感染。また彼女と「誓約（エンゲージ）」したことで、EC兵器「ディバイダー996」とストレージ「銀十字の書」を得て「リアクト」出来るようになる。その後二人は、街で出会った変わり者の少女「アイシス・イーグレット」と共に三人で行動するようになり、ディバイダー回収に現れたフッケバイン一家のヴェイロンとも出会う。そして、諦めかけていた「事故の真相」に迫る手掛かりをフッケバイン一家が握っていることを知る。
ヴェイロンとの戦いの後、感染が適合段階へと進行したトーマは「EC因子適合者（エクリプスドライバー）」となるが、その際に高熱を出して倒れてしまう。熱と幻覚にうなされる中、過去の記憶と幻のヴェイロンによって胸の奥へと押し込めていた復讐心を揺さぶられ、それが引き金となってリアクトは「第2形態：黒騎士」へと移行。トーマは、急速に進んだ感染とリアクターを介さない中途半端なリアクトの影響で、いつ暴走して自己対滅が始まってもおかしくない不安定な状態へと陥る。その場に現れたアルナージによりリリィやアイシスらと共に捕縛されたトーマは、本拠地「飛空挺フッケバイン」へと移送され、そこで彼らからエクリプスに関する様々な説明を受ける。この時、フッケバイン一家を逮捕しようとする特務六課と彼らの間で戦いが起き、戦の気配に過剰反応したトーマは暴走。ディバイドゼロ・エクリプスを発動して戦場の全てを停止させたことで、フッケバイン首領のカレンが探し求めていた「ゼロ因子適合者」であることが判明する。その後戦いは、覚醒と同時に五感を失い銀十字の書の自動管制任せに暴走するトーマと、彼を確保しようとする特務六課およびフッケバイン一家の三つ巴へと移行。戦いでダメージを受けた銀十字の書は、ドライバー保護のため緊急転移して逃れようとするが、リアクターとしての本来の記憶と力を取り戻したリリィが管制制御して暴走は止まり戦いは終結した。
特務六課に保護されたトーマは、リリィやアイシスと共に隊員見習いになる。その際、ドライバーとリアクターは一緒にしておいた方がいいという判断でまずトーマとリリィが同室になり、それに意見を述べたアイシスとも同室となり、三人一緒に六課の寮でルームシェアすることとなった。しかし、見習いとは言え管理局員になった以上、犯罪集団であるフッケバイン一家とは完全に決別しなければならないのだが、トーマ自身は彼らに敵意を抱くどころか、明らかに恩義を感じ情が移ってしまっているため、アイシスから「恩義の感じ方がおかしい」と叱責されてしまっている。
『-THE GEARS OF DESTINY-』では「ある現象」に巻き込まれて15年ほど前の地球に飛ばされてしまい、リリィと共に元の世界に戻る方法を探している。最終決戦では15年前のなのは達と共に「砕け得ぬ闇」を止めるために戦う。彼の闇の欠片も登場し、シグナムがサイファーに敗れた後の状態と「銀十字の闇に取り込まれてしまったら」というIF設定（リリィの想定だが）のトーマとリリィが登場する
リリィ・シュトロゼック
声 - 戸松遥
関係者からは「シュトロゼック-4th」と呼ばれる。「銀十字の書」と「ディバイダー996」とは対になる存在。彼女はヴァンデイン・コーポレーションによって生み出された生命体型リアクトプラグ（リアクター）で、シュトロゼック-4thの識別名は製作順が四番目だったため。ユニゾンデバイス型。なのはは、能力は未知数だが持ち前の勇気は買えると考えており、融合騎として師匠的な立場のリインフォースIIもその実力を認めている。リリィ単体での戦闘は銀十字の書を用いて行い、周囲に展開した書のページで様々な攻防を行う。
当初は記憶を失っていたため、年齢や出身など多くの事柄が不明だった上に、しゃべることもできず精神感応によって意志の疎通を行っていた。ルヴェラ鉱山遺跡にあった違法研究施設で実験体にされていたが、結果を出せず廃棄処分にされかかっていた所をトーマに救出される。その際、危機を乗り切るためにトーマと「誓約（エンゲージ）」したが、意味も判らないまま行ったそれによって彼を大変な運命に巻き込んでしまったことに罪悪感を抱いていた。また、記憶と機能に不具合が生じた破損プラグだったため全く機能しておらず、誓約したトーマにもそうと知らないまま負担を強いていた。彼女が失語症と記憶障害を患いリアクターとして壊れていた原因は、研究所で行われていた適合者探しの違法な人体実験にあり、多くの人が次々と目の前で死んでいくという辛い現実から逃避するためだった。
アルナージに捕まった後、サイファーから自分の正体の説明を受けたが、そのときは記憶も何も戻ることはなかった。だが暴走するトーマを救いたい一心から記憶と力を取り戻し、リアクターとして自分が選んだ誓約者のため戦場に飛び出す。「銀十字の書」からリアクターとして認識されず、攻撃を受けながらも取り戻した声でトーマに呼びかけ彼を目覚めさせたリリィは、「エンゲージスーツ」を纏ってリアクター本来の姿となり、正式なリアクト「シュトロゼック・リアクテッド」を行ってトーマと融合。身体機能の回復と「銀十字の書」の自動管制を遮断して暴走を止めた。その直後、疲労と消耗で気を失ってしまったリリィは自身ではリアクト・オフできなくなっていたため、シャマルの外部サポートを受けてトーマ側からリアクト・オフした。
六課によって保護された後、トーマと共に見習い隊員となったが、なのはやヴィータのシゴキに付いていけず真っ先にダウンしていた。
『-THE GEARS OF DESTINY-』では「ある現象」に巻き込まれて15年ほど前の地球に飛ばされてしまい、トーマと共に元の世界に戻る方法を探している。トーマと融合する形で戦闘に参加する。
アイシス・イーグレット
声 - 阿澄佳奈
15歳。第1世界・ミッドチルダ北東部リガーテ出身。人材派遣会社「イーグレット・セキュリティ・サービス（イーグレットSS）」の代表取締役一家の末っ子でご令嬢。趣味は、裁縫と厄介ごとに首を突っ込むこと。渾名は「ぺったん胸」「ぺた子ちゃん」「平坦胸の少女」で、いずれもフッケバイン一家のアルナージ、カレン、サイファーがつけた物。当然だがアイシス本人はこれらの渾名を嫌っている。当初は「ごく普通の少女」を自称していたが、様々な技能に通じていたり、自分の正体を隠そうとするなど、色々と秘密にしている事柄が多かった。なのはは、戦術爆破のスキルを教えればまだまだ伸びる子だと考えており、アギトも5番（チンク）を思い出すのがアレだが腕は悪くないと評している。
家出旅行の最中、ルヴェラ北部の港町で開かれているフリーマーケットにて、自分で作った服とアクセサリーの露店を出している時にトーマとリリィに出会う。彼らの様子から何かあると直感したアイシスは、地域警邏から2人を逃がした際にそのまま行動を共にするようになる。
アルナージに捕まって、おまけとして飛空挺フッケバインに連れてこられたアイシスは、彼女からなぜトーマを狙うのかの説明を受ける。その際に起伏の乏しい体型について色々とケチを付けられたため、逆に巨乳の彼女に対して「無駄オッパイ」と陰口を叩き、以降アルナージの事はこの渾名で呼ぶようになる。その後六課とフッケバインの戦いの隙をついて脱出したアイシスは、「アーマージャケット」と自作のコンバットギア「パフュームグラブ」を装着して戦闘に介入。だが管理局にあまり良い感情を持っていないアイシスは、暴走するトーマを救出するため独自行動をとった。アルナージやドゥビルとの戦闘を経てトーマに追いついた彼女は、暴走を止めるため既に戦闘中だったなのは達の間に割って入った。
暴走が収まった後は、フッケバインから再度接触がある可能性を考慮してそのまま六課に保護される。そこでトーマ達に素性が割れてしまったアイシスは、元々のおせっかいな性格に加え、管理局から連絡を受けた父親や兄達に家出中の不始末は本人責任と突き放されたこともあり、そのまま六課の見習いとなる。トーマとリリィが同室になることには異を唱えた結果、三人でルームシェアとなっている。体力には自信があり、訓練にも余裕を持って臨んでいたが、予想を遥かに上回るシゴキに愕然としていた。また、トーマがいまだにフッケバイン一家に恩義を感じていることを危惧しており、若干感情的になってまでフッケバイン一家を「犯罪集団」として否定している。

### 『ViVid Strike!』の主要登場人物
『ViVid Strike!』から登場。この2人が『ViVid Strike!』における主要登場人物でもある。
フーカ・レヴェントン
声 - 水瀬いのり
リンネ・ベルリネッタ
声 - 小倉唯

### 『Reflection』、『Detonation』の主要人物
マテリアルはゲーム『-THE BATTLE OF ACES-』（BOA）、フローリアン姉妹はゲーム『-THE GEARS OF DESTINY-』（GOD）が初出。イリスはゲームには登場せず、『Reflection』から登場する。
アミティエ・フローリアン
声 - 戸松遥
キリエ・フローリアン
声 - 佐藤聡美
イリス
声 - 日笠陽子
ディアーチェ
声 - 植田佳奈
シュテル
声 - 田村ゆかり
レヴィ
声 - 水樹奈々

## なのは達の友人・仲間

### 魔法関係
ユーノ・スクライア
声 - 水橋かおり
異世界、ミッドチルダからなのは達の世界にやってきたなのはと同い年の少年。遺跡の発掘を生業とするスクライア一族の出身。真面目で優しい性格だが、奥手で恥ずかしがり。肉親はおらず、スクライア一族が家族となっている。自らが発掘した「ジュエルシード」が事故によって散らばってしまったことに責任を感じ、独自にその回収を行っていた。封印に失敗して重傷を負ったところをなのはと出会い、一命を取り留める。その後の成り行きから彼女に協力を申し出、「レイジングハート」を託す。
魔導師としても優秀な能力を持つ結界魔導師。結界魔法による防御・治癒などの補助魔法を得意とし、また豊富な知識をもってなのは達をサポートしている。
地球にいる間はフェレットに似た姿に変身しており、その姿のまま高町家にペットとして預かられることになる。サポート役が多いためかフェイトやアルフからは初めは「使い魔」（アルフに至ってはネズミ型と）に間違われたことがあり、正体を知っているクロノには「フェレット」「使い魔」ネタでからかわれることもある。
最初、なのはに保護された時も（体力・魔力の温存のため）フェレットの姿だったため、なのはもフェレットが本当の姿だと思っていたらしく（そのためユーノの前で平気で着替えたり風呂に入ったりしていた）、後々ユーノが人間に戻ったときは仰天していた。一方のユーノ自身は初対面時に人間の姿を見せていたものだと勘違いしていた。なお、『A's』公式サイトでは、「男の子ではなくペット扱いされているのが悩みのタネ」と書かれているため、少なくともフェレット時はなのはは男の子として見ていないようだ。
『A's』の「闇の書事件」では主に裏方にまわり、「闇の書」に関する調査をほぼ一人で引き受け、事件解決に大きく尽力した。また、最終局面ではなのはのもとに駆け付け、苦戦するなのはに打開策を見出したり助言を告げたり、後方からフォローに「闇の書の闇」転送サポートにと地味ながら堅実な活躍をしている。6年後では管理局の「無限書庫」司書長に就任し、眼鏡をかけている。考古学者としても古代史の論文を著すなどの実績を積んでいる。
第1期序盤でフェレットの姿になっていた時、すずかの家の猫に追い掛けられたためか猫が苦手で、『A's』でも猫を素体にした使い魔であるリーゼロッテに気に入られた時には顔を強張らせていた。
『StrikerS』では19歳。魔法術式・ミッドチルダ式/魔導師ランク・総合A。現在も時空管理局「無限書庫」司書長を務め、若き考古学者としても名を馳せ、「先生」と呼ばれるように。かけている眼鏡は、なのはとフェイトが選んだものである。なのはとの関係は、なのはがあまりに鈍感であるため、恋愛という点では全く進展していないが「絆的な物」で結ばれた家族のような間柄に落ち着いている模様。メールなどで定期的にやり取りもしており、本好きとなりつつあるヴィヴィオにも懐かれている。その後の自己申告では、自分となのはとの関係は、クロノとフェイトとの関係のようなものだと語っている。
ヴェロッサが無限書庫に調べ物にやってきた際、ユーノが調べ物に協力したことがあり、それ以後、彼とも親しい。ユーノがホテル・アグスタのオークションでゲストとして呼ばれた際、なのはやフェイト達も、機動六課の任務でその場に居合わせていた。その後、ヴェロッサから機動六課にユーノの護衛任務という形で引き継がれ、フェイトやなのはと親しく語り合っていた。JS事件でも無限書庫での調査という裏方で貢献している。
『Reflection』ではなのはたちの戦闘で遊園地の施設が破損しないように結界を形成し、なのはの戦いを間接的にサポートする。
クロノ・ハラオウン
声 - 高橋美佳子（第1期・『A's』本編）、杉田智和（『A's』エピローグ・『StrikerS』）

リンディ・ハラオウン
声 - 久川綾
時空管理局提督で巡行艦「アースラ」の艦長。クロノの実母で、11年前の事件で夫・クライドを亡くして以降、女手一つで彼を育ててきた。穏やかでどこかほのぼのとした雰囲気を持つが仕事の上では厳しく、時に冷酷とも思える判断を下し、勝手な行動をとったなのはやユーノを叱責することも。指揮官としての職務が主だが、第1期終盤では現場に赴き魔導師として活躍した。大の甘党で、緑茶に砂糖やミルクを入れるなど変わった味覚の持ち主。
なのはが魔法や次元世界と関わりを持ちながら魔法を捨てることもなく（表向き）平穏な暮らしができたり、フェイトが大きく罪を減刑出来たりしたのは、本人の経緯や功績に加えて彼女の働きかけによるところが大きい。
彼女自身もまたミッド式の魔導師で、1期では優秀な指揮官として全体を指揮し、時に直接現場に赴いて被害を最小限に収める。
天涯孤独となったフェイトに養子にならないかと誘っていた。フェイトの母プレシアへの複雑な想いは心の整理を待ちつつも、「自分は擬似生命でしかない」という言葉には即座に否定している。『A's』では後方からクロノ達の行動をバックアップし、最終局面では魔導砲・アルカンシェルで闇の書のコアを撃ち抜き、夫の死の因縁にその手で終止符を打った。
『Reflection』では、時空管理局総務部勤務。半年前にフェイトと正式に養子縁組を結んでいる。
『A's』から6年後では艦長職を退き地上勤務に転任。養女となったフェイトに弁当を作るなど、良好な親子関係を築いている模様。
『StrikerS』においては時空管理局本局の総務統括官を務める。既に孫がいるにもかかわらず、外見にこれといった変化はない。
当作の親作品『とらいあんぐるハート3 リリカルおもちゃ箱』でも、なのはにレイジングハートを渡すなど役回りが大きく違うが、登場している。1期12話で見せた4枚羽はその当時の数少ない名残である。詳しくはとらいあんぐるハート3 リリカルおもちゃ箱#リンディ・ハラオウンを参照のこと。
エイミィ・リミエッタ → エイミィ・ハラオウン
声 - 松岡由貴
時空管理局通信主任兼執務官補佐で、アースラの管制官。16歳。頭の回転が早く、明るくおしゃべり好きな女の子。気さくな性格で、なのはたちともすぐに仲良くなる。特になのはの姉、美由希とは意気投合している。
直属の上官であるクロノとは学生時代からの友人。公私に渡って彼をサポートする良きパートナーで、彼女の存在は父を失い、周囲から心を閉ざしていたクロノの人格にかなり影響している。管理局内でも二人のコンビはそれなりに知られているようだ。
オペレーターとして非常に優秀で、艦長のリンディ、執務官クロノに次ぐ実質的なアースラのNo3。1期ではプレシアの本拠を突き止めたり、『A's』では不在の二人に代り、臨時で現場の指揮をとっていた。『A's』の「闇の書事件」では、ヴォルケンリッターの追跡や本拠の特定に失敗し、常に後手後手になってしまっていることに責任を感じていた。
6年後では管制司令としてアースラに乗艦、クロノとのコンビも健在でStrikerSのプロローグ漫画ではその時点でクロノと婚約していることになり、結婚を1年後に控えていた。
実はクロノと軽口が言い合えるキャラクターが欲しいということで生まれたキャラクターでありプロット段階では固有の名前が存在しておらず、また1期では「姉が弟を構いすぎるタイプの姉弟的な関係で、クロノに恋人が出来た場合、寂しがるよりもむしろそれをネタにいじる」ようなキャラクターとされていたが結果的に上記のように自分がクロノと結ばれることになった。
『StrikerS』ではクロノと結婚し、ハラオウン姓を名乗っている。二児「カレル」「リエラ」（サウンドステージ01にて判明。StrikerSの後期OPにそれらしき人物を写した写真がある）をもうけ、管理局を休職して育児に専念している。26歳。子供の遊び相手や家事の手伝いでアルフが助けになってくれている。
『Reflection』では、時空管理局東京臨時支局勤務となっている。
アルフ
声 - 桑谷夏子
ミッドチルダの山奥に住む狼を元にフェイトが作った使い魔。初登場時点で2歳。大形の狼の姿をしており、人間の女性（外見年齢16歳）に姿を変えることができるほか、『A's』では小型犬に変身する新形態「こいぬフォーム」も披露した。勝気で明るい性格。
生まれて間もなく死病に侵されて群れからも見放されたところをフェイトに拾われ、彼女と契約することで一命を取り留めた。契約内容は「ずっとそばにいること」であり、実質どちらかが死を迎えるまで契約は有効となる。
フェイトを心から慕っており、その関係は主従というより仲のいい姉妹のように見られる。戦闘の援護から身の回りの世話まで献身的にこなす一方、フェイトを虐待するプレシアには強い反感を抱き、遂にはプレシアに挑んで粛清されかかったところを脱出、アリサに保護され、最終決戦の引き金となった。イヌ科である狼型の使い魔なためか、なのはの世界のドッグフードが大好物。直情的で思ったことをすぐ行動に移すことが多いが、『A's』における最終局面では彼女の何気ない一言が状況打開の一手を導きだした。似た役目を果たすことが多いユーノとは仲がいいようで、劇中でもたびたび親しくする場面が見られる。6年後もフェイトの傍に寄り添い、登校するフェイトをこいぬフォームで見送っている。『A's』エピローグの表記ではフェイトとともに活躍中であるとのこと。
戦闘時はフェイトのサポートとして抗バリア魔法・捕縛系バインド魔法などの補助系魔法や拳での格闘を得意とする。飛行もできるが、空戦は難しいため中後衛タイプになった。
『StrikerS』本編の4年前（『A's』エピローグ前後）からは、フェイトに仲間ができ、戦闘での補助もほとんど必要としなくなったことで彼女の傍を離れ、フェイトの帰る場所を守ろうとハラオウン家で家事や「無限書庫」でのユーノの手伝いなどをメイン活動としている（サウンドステージ01）。フェイトの魔力を食わないための姿を追求した結果、人間形態でも子供の姿をとるようになっている。

### 日常関係
アリサ・バニングス
声 - 釘宮理恵
なのはのクラスメートで親友。なのは、すずかと3人で常に行動を共にする。日本で起業したアメリカ人実業家の両親を持つお嬢様でかなり気が強い。成績が非常に優秀で「学校のテストなんて100点で当たり前」と言っていた。
以前は大分ひねくれていたようで、小学1年生の時すずかにいたずらをして、止めに入ってきたなのはと大喧嘩を起こすが、この出来事をきっかけになのはやすずかとは親友になった。友達思いだが素直になれない性分で、「魔法」に関わり、一人で思い悩むなのはと彼女の力になれない自分に苛立ち、なのはに辛く当たってしまった（後に和解）。
大の犬好きで自宅では10匹もの犬を飼っている。プレシアに逆らったことで大きなダメージを受け、逃げ延びたものの力尽きて倒れたアルフを助け、結果的にアルフをなのはと巡り合わせた。
『A's』では新たにクラスに転入してきたなのはの友達・フェイトを迎え、質問攻めでフェイトを困らせたクラスメートをまとめるなどリーダーシップを見せていた。終盤、結界内に取り残される形で「闇の書事件」に巻き込まれ、その際なのは・フェイトの戦う姿を目撃。後、事件終了後に全てを打ち明けてもらった。最終話エピローグにおいては髪型も一新して登場、ノートの貸し借りなどで管理局の任務で欠席の多いなのは達をサポートしている。
『StrikerS』ではすずかと一緒に大学に通っている。なのは、フェイト、はやて達とは今も変わらない親友で、メールのやり取りもしている。彼女達が任務で地球にやってくる際は、別荘のコテージを拠点として貸している。
『Reflection』では小学5年生。すずかと一緒になのはとフェイトの模擬戦を観戦したり、両親が建設に関与した遊園地「オールストン・シー」に同行している。
月村 すずか（つきむら すずか）
声 - 清水愛
なのはのクラスメートで親友。なのはの兄・恭也の恋人である月村忍の妹。資産家の娘で大きな屋敷に姉やメイド達と共に暮らしている。大の猫好きで猫を何匹も飼っている。大人しく引っ込み思案な性格だが運動神経は抜群で、フェイトが驚愕するほど。
アリサにいたずらされていた所をなのはに助けられ、大喧嘩を始めたなのはとアリサを止めて以来、3人は親友になった。物静かで温厚な性格で、1期ではなのはを心配するあまりきつく当たってしまうアリサとなのはの緩衝役となり、見守っていた。また、『A's』では偶然からはやての貴重な友人となり、たびたび彼女の家にも遊びに行っていた。その際ヴォルケンリッターの面々とも顔見知りとなっている。はやては「すずかなら全てを知っても受け入れてくれる」というほど彼女を信頼していたが、このことが良くも悪くも「闇の書事件」の転機を呼んだ。彼女もアリサと共に結界内に取り残される。事件終了後全ての真実を知ったときは、はやての思った通りに受け入れている。最終話エピローグにもアリサとともに登場している。
『StrikerS』ではアリサと一緒に大学に通っている。なのは達とは今でも親友。彼女達が任務でやってきた際の中継地点としても敷地を貸している。
『Reflection』では小学5年生。アリサと一緒になのはとフェイトの模擬戦を観戦したり、両親が建設に関与した遊園地「オールストン・シー」に同行している。

## 時空管理局
『ViVid Strike!』には未登場。

### 『A's』から登場
レティ・ロウラン
声 - 鈴木菜穂子（『A's』）、大原さやか（『The MOVIE 2nd A's』）
時空管理局本局運用部の提督。リンディとは友人同士であり、クロノとも面識がある。管理局の装備・人事・運用の責任者であり、フェイトの嘱託魔導師試験の採点官でもある。「優秀な人材であれば過去や出自は問わない」という信条を持っており、なのはやフェイト、はやてが管理局で働けるようになったのも彼女の存在が大きい。仕事は真面目で部下となったヴォルケンリッター・なのは・フェイト・はやてを厳しく指導する面を持つ（『The MOVIE 2nd A's』パンフレットより）。他方、酒乱の傾向がみられ、A'sサウンドステージ03ではヴォルケンリッターをはじめとする花見の出席者にからみまくっている。『StrikerS』でも陰ながら機動六課の設立に関与（影の後見人）していたらしく、後に息子のグリフィスがこの機動六課に参加している。
『Reflection』では、違法渡航対策本部長としてフローリアン姉妹やイリスの動向を監視している。
マリエル・アテンザ
声 - 阪田佳代
愛称はマリー。レティの部下でエイミィの後輩にあたる。時空管理局本局メンテナンススタッフで、主に魔導師の装備のメンテナンスを担当した他、レイジングハート及びバルディッシュの強化改修も担当している。また、『The MOVIE 1st』のコミカライズ版ではクロノのS2Uを改良している。
『A's』から『StrikerS』までの間に昇格したらしく、本局第四技術部主任として陸士108部隊と行動を共にしていた（官職は精密技術官）。その後ギンガと共に機動六課にしばらく出向することとなる。その際、ヴィヴィオをなのはやフェイトの娘と勘違いするとんちんかんぶりを見せる。
戦闘機人であるギンガとスバルのメンテナンスも担当しているらしい。JS事件終結後は、ナンバーズの更生プログラムにも従事している。
『StrikerS サウンドステージX』では、『StrikerS』以前からの登場人物で唯一出演している。
『Vivid』ではヴィヴィオのデバイスであるクリスを製作。
『Force』では隊員たちのデバイスの調整を始め、AEC武装の調整やデータ収集、ディバイダーの解析など多岐に渡って特務六課のサポートをしている。
『Reflection』でもレイジングハート、バルディッシュ、レヴァンティン、グラーフアイゼンの強化・改修を行う。
ギル・グレアム
声 - 長克巳
時空管理局顧問官を務める局の重鎮。クロノの父・クライドの上官であり、ハラオウン母子との親交も深く、クロノの執務官研修の担当官を務めた。また、フェイトの保護観察官でもある。非常に温厚で、物腰穏やかだが威厳のある人物。
なのはの世界のイギリス出身。高い魔法資質の持ち主で、傷ついた管理局員を助けたことにより魔法と出会うなど、なのはと似ている部分がある。
『A's』の11年前、艦隊司令として「闇の書」を護送中、闇の書の防衛プログラムが暴走。クライドの乗艦「エスティア」が闇の書に取り込まれてしまう事態となり、最後まで艦に残ったクライドごと闇の書を破壊した。その件について深く思い詰めており、「闇の書の永久封印」を決意する。
独自の調査によって闇の書の次の主がはやてであることを突き止め、身寄りのない彼女に「両親の知人」と偽って生活の援助を行いつつ、はやてもろとも闇の書を封印するという非情な作戦を進めていたが、内心では自分の行いに罪悪感を抱えており、闇の書覚醒時にクロノによって作戦を看破された際に実行を断念。闇の書封印の切り札として製作されたデバイス、氷結の杖「デュランダル」を彼に託した。事件終結後は自ら局を辞職し、故郷でリーゼ姉妹とともにはやてへの支援は続けながら隠遁生活を送っている。はやてもグレアムのしようとしていたをことを知っているかは不明だが、6年後になっても変わらずグレアムに手紙などを送っている。
『StrikerS』には直接登場しないが、たびたび名前が登場。
『The MOVIE 2nd A's』では登場せず、代わりにリンディが保護観察官になっている。
リーゼアリア&リーゼロッテ
声 - 谷井あすか（アリア）、松来未祐（ロッテ）
グレアムに長年仕える双子の使い魔。猫を素体としている。通称アリアとロッテ、二人を指すときはリーゼと呼ばれる。双子ゆえに髪型以外はほぼ同一の容姿だが、冷静沈着、品行方正なアリアに対して奔放ないたずらっ子のロッテと性格は対照的。クロノの幼い頃の魔法と戦闘の師であり、アリアは魔法、ロッテは体術の師として持てる技術を教え込んだ。
主であるグレアム同様クライドの死亡した事件について思い詰め、その意思に賛同して「仮面の戦士」に変化して「闇の書」を完成させるために暗躍する。
作中に登場した使い魔では最強クラスの実力を持ち、なのはやフェイト、クロノ、さらにはヴォルケンリッター達を手玉に取って翻弄した。『A's』第8話では、なのはの持つ遠距離魔法であるディバインバスターをカートリッジシステムにより、さらに強化させたディバインバスター・エクステンションを防いだ上で超遠距離でのバインドを決めたり（アリア）、戦いに集中していたとはいえ、シグナムとフェイトに全く気配を悟らせることなくフェイトのリンカーコアを取り出す（ロッテ）など、圧倒的なまでの強さを見せつけた。第9話で「闇の書」の性質を利用してヴォルケンリッターを全滅させて「闇の書」を完成させるが、直後にクロノによって拘束される。それまではグレアムとのチームで管理局史上最強の攻撃オプションとして支えてきた。後年アギトを得た八神家がそれを凌ぐ力を持つことになるが、名実共に生ける伝説と言える。また、「闇の書の永久封印」計画に関して、クロノがグレアムを尋問している際、「自分達の独断で行動している」と話したり、罪悪感を抱いているグレアムとは違い、はやてもろとも闇の書の封印にためらわないなど、彼女らも闇の書を憎んでいた。闇の書事件後は、グレアムと共にイギリスで隠棲。主とともにはやての成長を見守っている。『-THE GEARS OF DESTINY-』では、はやてへの罪悪感、闇の書の騎士であるヴォルケンリッター、特にリインフォースへの怨みの板挟みとなり苦悩している。
『StrikerS』では、はやてが持っていたアルバムの写真で登場。2人とも人間形態ではなく猫の姿になっていた。
『The MOVIE 2nd A's』ではグレアム共々登場していない。
クライド・ハラオウン
声 - 中田譲治
クロノの父親であり、リンディの夫。故人。『A's』の11年前、艦隊として「闇の書」を護送中、闇の書の防衛プログラムが暴走。自分の艦船である「エスティア」のコントロールをジャックされてしまう。クルーを全員脱出させたのち、艦隊司令のグレアムに嘆願し「エスティア」と運命を共にした。
『The MOVIE 2nd A's』では、リンディや他の管理局員と共に闇の書とその主を護送中にナハトヴァールが暴走して自分の体や艦船が浸食されてしまう。これ以上の暴走と浸食を阻止するため、小型艇で艦船から離脱して闇の書と運命を共にした。
アレックス&ランディ
声 - 平井啓二（アレックス）、柿原徹也（ランディ）
アースラのオペレーター。アレックスは茶髪で眼鏡をかけており、ランディは紫色の髪が特徴。『The MOVIE 1st』では逆輸入的な状態で登場している。

### 『StrikerS』から登場

#### 陸士108部隊
時空管理局の一部隊。機動六課とも交流が深く、協力体制が整っている。後にはスバルの所属する湾岸特別救助隊との関係も深まっている。
ギンガ・ナカジマ
声 - 木川絵理子（『StrikerS』）→早見沙織（『ViVid』）
ミッド西部エルセア出身。スバルの姉。17歳。時空管理局・陸士108部隊所属の捜査官。階位は漫画版時点で二等陸士、本編では陸曹。魔法術式・近代ベルカ式/魔導師ランク・陸戦A、魔力光は強い青。空港火災時にフェイトに救出され、それ以来フェイトに対して憧れの感情を抱いている。左利きで、母の形見である「リボルバーナックル」は左手用を使用する。戦闘の際には他に「ブリッツキャリバー」や、スバルと同様「ウイングロード」を使用。
母クイントから「シューティングアーツ」を学んでおり、スバルが管理局員を目指した際には師として教えており、六課に入った後のスバルにも優位を築いていた。母のことをあまり覚えていないスバルにとっては母親的存在でもある。長髪の楚々とした容姿ながら色々とスバルとの共通点が多く、人当たりの良い性格。
スバル同様、スカリエッティとは別の組織により戦闘機人の実験体としてクイントの遺伝子から造られ、保護された後にナカジマ家の養子となった。ナンバーズの間の呼称は「タイプゼロ・ファースト」。スバルとは元となった遺伝子が同一であるということでの姉妹関係だが、姉妹の絆は人一倍強い。地上本部襲撃事件の際、ナンバーズ達との交戦時に重傷を負わされ、結果的にスバルの目の前で拉致されてしまう。その後、スカリエッティの手で「ナンバー13」として再調整を受けた後に機動六課の前に現れ、スバルと激戦を繰り広げる（スカリエッティのクローン体を体内に植え付けられているのはナンバーズのみで、彼女には植え付けられていない）。JS事件後は再調整の解除とそのリハビリをしつつ、ナンバーズ達の更生プログラムに参加し彼女達の再教育を行っている。後に捜査官に復帰、さらにスバルを含むチンク、ノーヴェ、ディエチ、ウェンディの長姉となる。サウンドステージXでは、機動拘置所のスカリエッティに対する聴取を担当した。
実はかなりの大食いで、漫画版ではスバル、エリオと共にお弁当の空き箱の山を築いていた。
ゲンヤ・ナカジマ
声 - 大川透
陸士108部隊部隊長。スバルとギンガの父親。新暦71年の空港火災にスバル達が巻き込まれたのは、彼に面会に来る途中のことで、彼自身も途中から現場に駆けつけ、はやてに代わって応援部隊の指揮を執っていた。階級は三等陸佐。新暦72年時点から、時空管理局陸士108部隊長。
本人の気持ちの中では、2人の娘を局員にはしたくなかったらしい。妻クイントの事故死に疑問を抱き、地道ながらも極秘裏にことの真相を探っていたが、亡き妻との約束で2人の娘を育てる時間を優先したこともあり、告発できるほどの確証には至っていなかった。
はやては、前述の空港火災の後、一時期ゲンヤの部隊で研修をしていたことがあり、ゲンヤのことを師匠と呼んでいた。階級が逆転した現在でも「信頼できる上官」として慕われている。本編中ではそういう個人的な関係もあって、部下（カルタスとギンガ）を機動六課の捜査協力にあてることになる。
先祖が地球の日本出身で、日系人であると言える。スバルによれば「魔力ゼロ」らしい。JS事件後は、ゼストから託されたデータを元に戦闘機人事件を可能な限り解明し長い因縁にケリを付けた。またギンガと共にナンバーズ達の更生プログラムにも参加、後に更生組4人（チンク、ノーヴェ、ディエチ、ウェンディ）を養子として引き取っている。その度量の大きさをティアナは「ナカジマ家は色々と凄い」とあきれ混じりに感嘆している。
『Force』では、トーマをナカジマ家に迎えるにあたり、娘ばかりの家族の中で息子ができることを喜んでいた。
ラッド・カルタス
声 - 柿原徹也
陸士部隊の捜査官。ギンガの上官。階級は二等陸尉。

#### ゼスト隊
リーダーのゼスト・グランガイツについてはルーテシア関連から該当項目参照。
クイント・ナカジマ
声 - 百々麻子
ゲンヤの妻でスバルとギンガの母親。故人。性格は明るく強い姐さんタイプ（メガミマガジン2007年9月号都築コメント）。ギンガとスバルの使う格闘技法「シューティングアーツ」の元々の使い手。生前はゼストの部下の1人で、メガーヌとは同僚だった。魔法術式・近代ベルカ式/魔導師ランク・陸戦AA。戦闘機人に関する事件を追っていた最中で実験用の戦闘機人であったスバルとギンガの2人を発見し、彼女達の人権を尊重しようと娘として育てた。その後彼女達二人が自らの遺伝子を元に生み出されたことを知る。しかし、2人が物心ついたばかりのころに事故死してしまう 。この件に関しては不審な点が多く、夫のゲンヤもクイントが知ってはいけないことを知ってしまったためなのではないかと考えており、はやてもまた裏でレジアスが絡んでいるのでないかと推測していた。
メガーヌ・アルピーノ
声 - 中原麻衣
ルーテシアの母親。元ゼストの部下で、クイントとはよく行動を共にしていた仲のいい同僚だった。魔法術式・近代ベルカ式/魔導師ランク・陸戦AA。インターミドル出場経験もあり、都市決勝でクイントと試合をしたこともある。戦闘機人プラントへの突入捜査の際にナンバーズらと交戦し部隊は敗北。人造魔導師素体としての適応度が高かったため、ゼストらと共にスカリエッティの実験素材として回収され、アジトにあるXI番の生体ポッドに入れられ保管されていた。死んだと思われていたが実際はまだ生きており、救出された後は療養の甲斐あって意識を取り戻しルーテシアと共に暮らしている。当初は車椅子が必要だったが、時間と共に健康体に回復している。『ViVid』ではすっかり健康体になっており、オフトレをするために訪れたなのは達の世話を担っている。

#### 地上本部
レジアス・ゲイズ
声 - 石原凡
階級は中将。54歳。首都防衛隊代表で、事実上の地上本部トップ。
古くからの武闘派で、新型兵器『アインヘリヤル』の導入推進等による地上本部の武装強化や独立化を推し進めようとしている。強硬派ながら地上の正義の象徴として知られており、地上本部には彼に心酔する人物も多い。ミッドチルダの人間としては珍しく、リンカーコアを持たない人間なのだが、強い正義感と、それに伴う熱意で人を惹き付けるカリスマ性の持ち主で、優れた統率力を持っている。一方で、強大な魔力や希少能力等を持つ突出した個人の力を重視した組織運営を嫌っており、能力重視の姿勢からなのは達のような若年者だけでなく時に前科のある存在でも取り込む本局の無節操とも言える方針に強く反発しているが、これらは軍人としては極めて真っ当な考えと取れなくもない。また、次元世界全体の安定を重視しミッド地上を軽視しがちな点にも強い不満を抱いており、この為に本局と連携し強い権力を持つ次元航行部隊や聖王教会はもちろん、それらの強力なバックアップを受け、はやて以下突出した能力を持つメンバーが集う機動六課も快く思っていない。悪人ではないものの、自分達地上本部側を散々蔑ろにしてきた本局側や次元航行部隊側への強い猜疑心から、自身の思想のみに固執する事になっており、それに基づく過激な言動を厭わないなどのワンマン的な組織運営から、JS事件以前は、彼の本質や地上本部の切迫した実情について理解していなかったなのは達からも厄介者扱いされていた。
かつては自らの理想と正義の実現への意識を持って、盟友のゼストと共に地上本部の地位向上に尽力していたが、本局側からは「危険思想の持ち主」と偏見を向けられるだけでなく、慢性的な人員・戦力・予算不足の改善要請も無視されていた。それどころか、本局側は次元航行部隊や聖王協会と連携を取る形で、自らが統括する地上部隊に対する締め付け政策を実行し、これによって地上本部どころか部隊全体の力を削ぎ落していくかの様に優秀な地上部隊の局員達が次元航行部隊側に次々と引き抜かれていった結果、問題の改善は一向に進まないどころか、むしろ治安悪化の一途を辿る事になってしまい、地上のスラム化進行も食い止められない状況となってしまった。どうにもならない状況に絶望する中、最高評議会に目を付けられて「密命」を受ける事になるのだが、それは極秘裏に犯罪者であるスカリエッティを雇い人造魔導師や戦闘機人の製造計画を進める等の違法活動を行う事になったただし、彼のこの行いは私利私欲に基づくものではなく、あくまで彼なりの正義に基づいて執られた手段であり、彼自身の悪質性を証明するものではない。
最終決戦の最中に死んだと思っていたゼストと再会し、彼に部隊全滅の真実を伝えようとするも、局員に化けていたドゥーエに背後から刺され無念の死を遂げる。死後もスラム化した地上の復興は改善しないままとなっており、治安も更なる悪化へと進んでいる。
オーリス・ゲイズ
声 - 桑谷夏子
レジアスの娘で副官でもある。階級は三佐。
査察によって六課の失態を暴き、それを「海（次元航行部隊）」や教会への攻撃材料に使おうというレジアスに対し、冷静に六課がいつでも切れるトカゲの尻尾に過ぎない状態にあることを指摘するなど理知的な性格。また、はやてやヴォルケンリッターなど、過去に事件を起こした者に対しては偏見を抱く節がある。父親の裏の面についても熟知しており、それについて思うところはありながらも補佐に全力を傾けていた。JS事件後は管理局に身柄を拘束されており、監視つきながら亡父を墓前で弔う場面が見られる。

#### その他
ヴェロッサ・アコース
声 - 小野大輔
時空管理局・本局査察部所属の査察官でカリム・グラシアの義弟。幼い頃に聖王教会に保護された。
数少ない古代ベルカ式魔法の継承者であり、それが原因で恵まれた幼少時代は送っていなかったらしい。が、本人はその片鱗さえも見せない明るくのん気な性格。信念や能力はあるのだが基本的にいい加減で、それは優しく穏やかな義姉・カリムと厳格な教育係・シャッハと共に幼少時代を過ごしても変えることが出来ず、はやてからは「ある意味器の大きい人物」と称されている。
カリムと共にはやてを妹のようにかわいがっており、彼女が使命感の余り生き急いでいることを心配している。クロノとは親友であり、またユーノとも親しい。はやてからは「ロッサ」の愛称で呼ばれている。偵察向きの、無限の猟犬（ウンエントリヒ・ヤークト）という稀少技能保持者である。最終決戦でウーノを捕縛し、彼女の記憶を捜査してナンバーズ全員の位置、稼動状態の情報を引き出したが、これも稀少技能であり、彼が査察官の道を選んだきっかけでもある。
ティーダ・ランスター
ティアナの兄。親代わりとして幼い彼女を育てていた。首都航空隊所属の一等空尉で執務官志望のエリート魔導師だったが、ティアナが10歳の時（『StrikerS』本編から約6年前）に21歳で殉職している。
彼の最後の任務は逃走した違法魔導師（詳細な設定は無い）の追跡・捕縛であり、対象の魔導師との交戦に敗れ殉職した。その際、心無い上司から魔導師を捕縛出来なかったことに関して非難され、その死は不名誉で無意味だったと侮辱される。そのことがティアナの心に傷を残し、過剰に力を求める原因となってしまった。
ラグナ・グランセニック
声 - 中原麻衣
ヴァイスの妹。仲のいい兄妹であったが、ある日を境に疎遠になってしまう。ラグナは昔のような兄妹関係にもどることを望んでいるが、ヴァイスが事件のことにこだわっているので仲がこじれたままとなっていた。JS事件を経た後はヴァイスの態度が軟化し、関係は修復されたようである。
タント
自然保護隊・管理世界61番「スプールス」担当。
六課に来る前のキャロを預かり、ミラと共に仲良く接していた。
ミラ・バーレット
声 - 森夏姫
自然保護隊・管理世界61番「スプールス」担当。
六課に来る前のキャロを預かり、タントと共に仲良く接していた。
セレナ・アールズ
本局武装隊広報部所属。
本局武装隊が行うイベント、「戦技披露会」の実況を務める。
レオーネ・フィルス
法務顧問相談役。管理局の黎明期を支えた「伝説の三提督」の一人。
ラルゴ・キール
武装隊栄誉元帥。レオーネ、ミゼットと同じく「伝説の三提督」の一人。
ミゼット・クローベル
声 - 清水香里
本局統幕議長。「伝説の三提督」の一人。かつて護衛任務を受け持った、はやてやヴィータ達を気に入っている。
護衛任務に就いていた時期があったヴィータによれば「人の好い婆ちゃん」だったとのこと。
ファーン・コラード
時空管理局・第四訓練校（スバル、ティアナの母校）学長。階級は三佐。
なのはやフェイトの訓練校時代に彼女たちを指導した人物で、かつて本局の戦技教導隊に所属していた経験がある。なのはやフェイトを指導した時点での魔導師ランクはAAだったが、AAAのなのはとフェイトの二人がかりを一人で倒したこともある。漫画版で、ガジェットの出現とその対策についてフェイトから相談を受けていた。
最高評議会
声 - 林理幹（評議長）、遠藤圭一郎（評議員）、非公開（書記）
管理局最高評議会のメンバー3人。旧暦の時代にバラバラだった世界を平定し、管理局を生み出した人物達。かつては優れた指導者であったようで、一線を退いた後も評議会制を作り見守ってきたが、長き時を越えた今は思考が硬直してしまっており、自身の正義を微塵も疑わず、目的のためには一切手段を選ばない次元犯罪者同然の存在に成り果ててしまった。JS事件を引き起こした元凶ともいうべき存在。
現在は肉体を捨て、脳髄のみの姿で生命維持ポット内に漂っている。自分達が選んだ優れた指導者によって統べられる世界とそれを影から導くため、スカリエッティを生み出し生命操作技術を発展させて来た（スカリエッティの仕業とされる「非道な実験の数々」は大抵そのためのデータ取りが本当の目的）。また、レジアスがスカリエッティと結託するよう仕向けた張本人達でもあり、万が一スカリエッティの件が露見した場合は、全ての責任をレジアスや地上本部に押し付けて切り捨てる目論見があった模様。
しかし次第に彼らの意思・目的を離れある意味「暴走」してしまったスカリエッティの命を受けたナンバーズ・ドゥーエにより、全員抹殺される。これにより、事実上上記のレジアスの死とともに、この事件の「真相」の大半は闇に葬られたままになってしまうことを余儀無くされるに至る。また、彼らの目的とスカリエッティの人造人間研究がどう結びつくのかについても具体的なことは未だ明らかになっていない。

### 『StrikerS サウンドステージX』に登場
ルネッサ・マグナス
声 - 浅川悠
18歳。地方世界「フォルス」の法務局に所属する鑑識官。管理局を拒む地方世界「オルセア」の内戦地帯の出身だが、その時にNGOに保護され、ミッドチルダに関する知識を学ぶ。
検死や鑑識を務めていたが、マリアージュ事件に関わった時、執務官に昇進したティアナと出会い、臨時補佐官を務めている。性格は極めて真面目で、仕事も的確。魔導師ではないため、管理局に許可を得てデバイス登録した拳銃、「シルバーダガー」を所有する。
実は彼女はトレディア・グラーゼの養子であり、彼の意志を継いで世界を破壊と殺戮で染めるという目的のためその手段としてイクスヴェリアとマリアージュを利用するために陰ながら動き、マリンガーデンの騒動を利用してイクスヴェリアとマリアージュを捕獲しようと目論んでいた。しかし、既に背信に気付いていたティアナに阻止され、身柄を拘束された。
ヴォルツ・スターン
声 - 勝杏里
36歳。港湾警備隊防災部の司令官で元現場フォワード。現在は指揮官として災害対策の指揮を執っている。スバルの直接の上司。

#### N2R
メンバーはチンク・ナカジマ、ノーヴェ・ナカジマ、ディエチ・ナカジマ、ウェンディ・ナカジマの4人。

詳細はスカリエッティ & ナンバーズから該当項目参照。

## 魔法関係の勢力

### 第一期

#### テスタロッサ家関係
プレシア・テスタロッサ
声 - 五十嵐麗
フェイトの「母さん」。どこか狂気的な気配を漂わせる女性。59歳。
ジュエルシードの全確保を狙い、フェイトに収集を命じる。その命令を果たして愛を受けようとするフェイトを虐げ続けており、そこには失敗や不出来以上の、何か根本的にフェイトを嫌っているような素振りさえ見える。また魔導師としても研究者としても優秀で、次元を超えた砲撃魔法さえも発動させることが出来る。しかしやがては死に至る病を患っており、フェイトの遅々とした行動や時空管理局の介入に苛立っている。
過去に仕事上の重圧や、所属していた組織上層部からの無茶で無謀な指令の数々に追われるうち、実子アリシアを事故で亡くし、それが原因となって精神の均衡を崩す（アリシア死亡の原因は、当時プレシアが開発していた物への上層部からの安全基準をほぼ無視した命令の結果であり、これに関してはプレシアは被害者だと言える）。その後「F計画」に参加して人造生物の開発と記憶移植の技術を学び、アリシアのクローン、フェイトを生み出す。しかしどちらも本物とは成り得ず、数々の相違点を有するようになった。そして彼女は「アリシアの代わり」ではなく、「アリシアを蘇らせる」ために死者蘇生の秘術を求めて忘れられし都「アルハザード」を目指すことを決意。そのための力としてフェイトにジュエルシード確保を命じるが、なのはや管理局の介入によりジュエルシードは全て集まらなかった。しかし、彼女は海鳴市や次元そのものに甚大な被害を与えることも顧みず、「時の庭園」を暴走させてアルハザードへの航行を強行する。だがその最終決戦で航行はなのは達によって阻止、最後まで自分を助けようとするフェイトを冷たく断り、アリシアの亡骸と共に虚数空間へと消えていった。
アリシアから引き継がれたフェイトの記憶から、本来は家庭的で、家族と一緒に過ごせる時間の少なさに悩み罪悪感を持つなど、心優しい母親であったことがうかがえる。
『The MOVIE 1st』では、理不尽な事故でアリシアを失い、いかにして狂気に墜ちていき病を患うようになったかの過程が丹念に描かれた。かつてアリシアが誕生日プレゼントに妹が欲しいと頼んだため、妹をつくる約束をしている。また、事故当時には「アレクトロ社」という会社に所属しており、魔導師ランクが「条件付きSS」クラスという設定が追加された。
アリシア・テスタロッサ
声 - 水樹奈々
プレシアの娘。5歳の時に、魔導実験の事故に巻き込まれて亡くなった。
フェイトは彼女を元に生み出されたクローンであり、当然ながら二人は肉体的な特徴はほぼ同一のもの（外見の違いはリボンが緑色であること）。しかしアリシアは魔法資質を受け継がず、大人相手にも物怖じしない活発で明るい性格、左利きであるなど、才能や精神的な特徴は大いに異なる。
第1期では遺体が保存されており、それと過去の回想のみの登場である。最終的にはプレシアと共に虚数空間の彼方に消えていった。『A's』では闇の書に取り込まれたフェイトの「夢」の中で、フェイトの姉として登場した（容姿は5歳当時のまま）。自身が既に死亡していて、夢としてしか存在出来ないことを自覚しており（この辺りの解釈は諸説ある）、フェイトが望み続け、得られなかった「幸福な夢の世界」に留まるようフェイトを誘う。結局「現実」を選び、泣きながら謝るフェイトに「姉」としてその背中を押す。最後には彼女を優しく抱きしめながら消滅した。
『The MOVIE 1st』では、誕生日プレゼントに妹が欲しいとプレシアに頼んで約束している。
リニス
声 - 浅野真澄
プレシアの使い魔。18歳。アリシアの飼っていた山猫を素体としている。基本的に耳や尻尾を隠しているので、一見すると普通の人間との違いがわかりにくい。フェイトの教育係兼育ての親でもあり、フェイトに対して親同然の愛情を持っていた。フェイトのためにバルディッシュを製作する。フェイト自身も彼女を強く慕っていたが、役目を終えてプレシアとの契約を解き消滅する。
使い魔ながら高い能力を持ち（プレシアが「維持するのも楽じゃない」と言うほど）、主人に反論したりすることもある。
『A's』において「闇の書」に取り込まれたフェイトの「幸福な夢の世界」で登場したが、アニメ本編で出てきたのはこの時のみである（CDドラマ『魔法少女リリカルなのは サウンドステージ02 第5.5話「風の向こうの記憶なの」』では全編において、また小説版でも登場している）。
『The MOVIE 1st』にも登場しており、このときの契約は「フェイトが魔導師として完成するまで」となっており、コミック版では契約から1年7か月で消滅したとされている。途中でプレシアの本当の目的を知り、止めようとしたが、それは叶わなかった。
コミック版では彼女の日記が残されており、プレシア事件の全貌をつかむ手掛かりとなった。そしてフェイトへのひたむきな愛情と主人たるプレシアとの板挟みに悩む心情が詳細に描写された。

### 『A's』編

#### 闇の書関係
闇の書の意志 / リインフォース
声 - 小林沙苗
闇の書の機能を司る管制人格で、10代後半相当の銀髪赤眼の女性の姿を取っている。闇の書の全機能は彼女の管理下にあるため、守護騎士達の精神ともリンクしている。闇の書そのものであると同時に「第五の騎士」と言うべき存在で、戦時に主と融合して戦う「融合騎」でもある。
明確に姿を取って現れるのは闇の書の完成・暴走開始後となるが、本人の意思はヴォルケンリッターの出現時に目覚めており、騎士たちと主との暮らしを見つめ、騎士たち同様にはやてに深い愛情を抱いていた。同時に、これまでと同様に暴走への道を進んでいることを悲嘆していた。
物語終盤、グレアムやリーゼ姉妹の策略により（『The MOVIE 2nd A's』ではナハトヴァールの暴走により）絶望したはやてを取り込んで覚醒を果たす。主の「全てが夢であればいい」という願いを叶えるため世界を破壊し尽くそうとし、なのは達と交戦する。なのはから蒐集したスターライトブレイカーに代表される種々の魔法を駆使し、フェイトを自らの内に吸収するなど、圧倒的な強さでなのはの前に立ちふさがった。その一方で、自身がはやてを殺してしまうならば、せめて幸せな夢を見てもらいたいとはやての意識にはたらきかける。しかし、彼女の内で意識を取り戻したはやてによって、「リインフォース」の名を得た後、暴走した防衛プログラムから分離。以後ははやてのパートナーとして防衛プログラム＝「闇の書の闇」との決戦に臨んだ。
事件解決後、やがて闇の書の再生機能が防衛プログラムを再生し、再び暴走してしまうであろうとして自分の破壊を進言。なのはとフェイト、4人の騎士達、そして儀式の場に駆けつけたはやてに看取られ、剣十字の紋章と感謝の言葉を残して静かにその生涯を閉じた。
『StrikerS サウンドステージ03』では、夢の中の記憶映像として登場し彼女が想像したはやて達と暮らす姿を見せる（なのヴィネや『-THE BATTLE OF ACES-』では、それが実現し、はやて達と平和に暮らす彼女の姿を見ることが出来る）。自らの名を継ぐ蒼天を行く祝福の風（リインフォースII）に主と騎士たち共にあり、彼女たちを守りたいという意思を託す。
『-THE BATTLE OF ACES-』では、『A's』の展開とは異なり防衛プログラム単体の切り離しに失敗し、防衛プログラムを闇の書の機能の大半とともに切り離すことになってしまい、力のほとんどを失ってしまうが、はやてやヴォルケンリッター達と共に生きて行くことになった。ただし本人によると、半年ぐらいしか生きられない。また、融合の力は失われているが、はやての方が逆にリインフォースに融合することが可能。
『-THE GEARS OF DESTINY-』でも残された寿命はわずかながら存命しており、加えて融合の力が戻っていた（前作から戻る予兆はあった）。戦闘も行うが、最終決戦でははやてに融合し、恐るべき力を開放することができた。
リインフォースII（ツヴァイ）と区別するため「初代リインフォース」と呼ばれることが多いが、『The MOVIE 2nd A's』の宣伝CMやドラマCDでは「リインフォース・アインス」と呼ばれたこともある。はやてによれば「リインフォース」でも「リインフォース・アインス」でも「アインス」でもどう呼んでもらってもいいとしている。
闇の書の闇 / ナハトヴァール
声 - 小林沙苗（『A's』）
闇の書の防衛プログラムが暴走した姿で、一連の「闇の書事件」の根本原因。元来は闇の書≒夜天の書を防衛するために作成されたプログラムで、夜天の書の主が外敵から攻撃を受けた際に作動する。しかし、歴代の主が己の欲望のままに夜天の書を改竄していった結果、周囲に存在するもの全てを破壊し、喰らい尽くすモンスターへと変貌し、数々の惨劇と悲劇を引き起こしてきた。海鳴市の沖合いに姿を見せた時はスキュラに似た形状をしていたが、特定の形を持たないプログラムなのでさまざまな姿に変えられる。4層の防御結界で鉄壁の守りを誇ったが、なのは、フェイト、クロノ、はやて、ヴォルケンリッターの全力集中攻撃を受けて崩壊し、直後にユーノとアルフ、シャマルの手でリンカーコアを衛星軌道上に転送され、待ち構えていたアースラのアルカンシェルによって消滅した。転送されている最中でも生体パーツを再生させており、その姿は歴代の主の欲望や悪意などが凝縮したグロテスクで非常におぞましいものであった。
『The MOVIE 2nd A's』では、この闇の書の防衛プログラムは「ナハトヴァール」と呼ばれている。凶悪な存在なのは『A's』と同じだが、A's本編とは違い夜天の書の改変の際に付け加えられたものである。闇の書の完成時は黒い球体に複数の蛇が纏わりついたような形状をしており、闇の書の意志が制御可能な時点ではパイルバンカー状の武器になって左腕に身に着けられる。
『-THE BATTLE OF ACES-』では完全に破壊できず、その破片が「闇の書の残滓」としてマテリアルやなのは達の複製「闇の欠片」を作り出し、「砕け得ぬ闇」として強化再生しようと活動する。
仮面の戦士
声 - 檜山修之
ヴォルケンリッターやなのは達の前に現れ、闇の書完成を支援するかのような行動をとる謎の男。なのはの砲撃を難なく防いだ直後に別の次元にいたフェイトを奇襲するなど、通常ではありえない動きを見せる。
その正体は、魔法で能力を強化し姿を変えて、グレアムの意を受けて暗躍していたアリアとロッテ。前述のトリックも2人が分散して別の次元に赴いていたためであった（なのはと対峙した個体は魔法を、フェイトと対峙した個体は接近戦を行っていることからどちらかを判別可能）。
終盤、闇の書のページ蒐集が十分と見てなのはとフェイトを拘束し、変身魔法でなのはとフェイトになりすまし、はやての前に出現。闇の書の最後のページとして彼女の目の前で騎士たちを消滅させて深い絶望を与え、闇の書の主として覚醒させる。闇の書の意思をなのはたちにぶつけた後は封印の機会を窺っていたが、クロノが独力で身に付けた魔法の前に正体を暴かれ、封印を断念することとなる。

### 『A's PORTABLE』、『Reflection』、『Detonation』編

#### マテリアルおよび紫天の書関係
『-THE BATTLE OF ACES-』で初登場した敵対勢力。『-THE GEARS OF DESTINY-』で個体名称が追加された。
『-THE BATTLE OF ACES-』（闇の欠片事件）では、闇の書の残滓が、闇の書の闇として復活するための魔力を集めるために生み出した存在とされている。彼女たち以外の闇の欠片がオリジナルをコピーした時点までの記憶や能力しか有していないのに対して、3人とも独自の確固たる意思を持って行動しており、マテリアルDを頂点として世界を再び闇に閉ざすべくなのはたちと対立する。
その後、『-THE GEARS OF DESTINY-』（砕け得ぬ闇事件）で、闇の書の最深部（リインフォースですら把握できなかった部分）に封印されていた、砕け得ぬ闇の体を構成する核である永遠結晶「エグザミア」（『Reflection』では永遠結晶は登場するが、エグザミアの呼称はない）とそれを支える無限連環（エターナルリング）の構成体（マテリアル）という設定が追加された。もともとマテリアルたちとシステムU-Dは一つの存在であり、ディアーチェによると「闇から暁へと変わりゆく、紫色の天を織りなすもの、紫天の盟主（システムU-D）とその守護者（マテリアル達3人）」とのことである。砕け得ぬ闇事件後は、闇の書から独立した存在となってエルトリアにおいて星の環境復興に手を貸している。
『-THE GEARS OF DESTINY-』で正式に発表、認知された「シュテル」「レヴィ」「ディアーチェ」という個体名称だが、この名前自体は『-THE BATTLE OF ACES-』時点で存在していた。作中で使用される「Material-S」「Material-L」「Material-D」という識別名称の「S」「L」「D」は、それぞれの個体名の頭文字である。
魔法少女リリカルなのはGOD サウンドステージA『ミッドチルダの夜空の下』でのレヴィの話によると、マテリアルも成長することが示唆されている。同じくディアーチェの話によると、闇の書の闇（ナハトヴァール）を完全破壊はしても、永遠結晶「エグザミア」を完全破壊するのは不可能であり、長い月日が経てば再生するとのことである。
『Reflection』では、キリエがはやてから奪った夜天の書からイリスが封印されていたページを抜き取り、そこになのは・フェイト・はやてのデータを書き込んで具現化させた存在である。自分たちの名前や互いの関係は理解しているが、それ以外の記憶は欠落している。『Detonation』で、もともとはエルトリアに生息していた猫で、飢えで死にかけていたところをユーリとイリスに救われて一緒に暮らしていたが、惑星再生委員会の一件が原因で闇の書に取り込まれたことが判明する。
マテリアルS（Material-S） / 星光の殲滅者（せいこうのせんめつしゃ、シュテル・ザ・デストラクター） / シュテル
声 - 田村ゆかり
闇の書の残滓が、高町なのはを元にして作り出した『理』のマテリアル。レヴィからは『シュテるん』と呼ばれている。3人の中で一番冷静で頭の回転が速い。髪型はなのはとは違いショートカットで、黒を基調としたバリアジャケットを着用している。
使用するデバイスはルシフェリオン。『-THE GEARS OF DESTINY-』で復活した際、なのはが持たない炎熱変換のレアスキル（本人によると「個性」）を得たことで彼女の攻撃力を上回る。
なのはとは対照的にクールで、非常に折り目正しく大人びた性格をしている。感情の抑揚をほとんど見せないが、淡々とした口調でかなり物騒な物言いをして周囲を凍りつかせることが多い。一方で、褒められて「えっへん」と言ったり、思ったことを口走るなど、お茶目な一面もある。
自身のオリジナルであるなのはには強いライバル意識を持つ一方で、消滅する時は潔く敗北を認めている。『-THE BATTLE OF ACES-』で、なのはのストーリーモードの最後では、自分に勝ったなのはに対し、消滅の寸前に「あること」を願っている。
『-THE GEARS OF DESTINY-』では、復活したU-Dの暴走で攻撃を受けて消滅。再生後もU-Dを止めるために自らを顧みず挑んで力をほとんど失い、ディアーチェに力を譲って消える。
事件終息後に復活し、レヴィたちと共にエルトリアへ移住する。エルトリアではその知性を生かして水の循環システムを作成するなど活躍している。
マテリアルL（Material-L） / 雷刃の襲撃者（らいじんのしゅうげきしゃ、レヴィ・ザ・スラッシャー） / レヴィ
声 - 水樹奈々
闇の書の残滓が、フェイト・テスタロッサを元にして作り出した『力』のマテリアル。3人の中で一番攻撃力が高い。青い髪（先の方は黒みを帯びている）で、青を基調としたバリアジャケットを着ている。
使用するデバイスはバルニフィカス。『-THE GEARS OF DESTINY-』では、フェイトのソニックフォームに相当する「スプライトフォーム」へのフォームチェンジも可能になっている。
一人称は「僕」で、落ち着いた性格のフェイトに比べると明るくはきはきしている。フェイトとは言動や立居振舞などが正反対で、消滅する時に駄々をこねる姿などは子供そのものだが、「砕け得ぬ闇」について説明したときにはフェイトを感心させる頭脳も見せた。アルフと衝突することが多く、フェイトからソーダ飴をもらった際に「ガキンチョだ」とあきれられたが、自分にない子供ゆえの無邪気さを持っていたためか、フェイトからは「かわいい」と評価された。
『-THE GEARS OF DESTINY-』では、復活したU-Dの暴走に重傷を負うが、構成が単純であるためほかの二人より優先して再生して活動する。シュテル再生後はU-Dを止めるために自らを顧みず挑んで力をほとんど失い、ディアーチェに力を譲って消える。
事件終息後に復活し、シュテルたちと共にエルトリアへ渡る。エルトリアでは、凶暴な猛獣狩りや遺跡探索などを行っている。フェイトがいる時には名前をうまく呼べずに『オリジナル』と呼んでいるが、なぜかフェイトがいない時に限ってちゃんと名前を呼べる。
マテリアルD（Material-D） / 闇統べる王（やみすべるおう、ロード・ディアーチェ） / ディアーチェ
声 - 植田佳奈
闇の書の残滓が、八神はやてを元にして作り出したマテリアル。自らを『王』と名乗り、シュテルとレヴィを従えている。着用している服ははやての騎士服と似ているが、帽子はかぶっていない。
一人称は「我」で、横暴な態度を取るなど傲慢な性格。『-THE GEARS OF DESTINY-』では本人いわく「生まれ変わった」事で新たな魔法を会得しており、はやてやリインフォースを驚愕させる。
『-THE BATTLE OF ACES-』ではリインフォースを侮辱してはやてを激怒させる（はやてシナリオ）が、『-THE GEARS OF DESTINY-』では和解している（とはやてたちは思っている）ためかはやてから積極的に声をかけられるようになっている。一方でディアーチェは天然のはやてに対して苦手意識を持っている。なお、ディアーチェははやてを「子鴉」と呼んでおり、はやてからは「王様」と呼ばれている。
使用するデバイスはエルシニアクロイツ。彼女が持つ本は「紫天の書」と呼ばれる魔道書で、砕け得ぬ闇（システムU-D）を制御出来る唯一の存在である。
『-THE GEARS OF DESTINY-』では、復活したU-Dの暴走で深手を負って脱落する。前作のこともあり、復活時ははやてたちと対立していたが、U-Dの暴走を受けてなし崩し的に協力することになる。シュテルとレヴィがU-Dと戦って力を失う中、二人の力を受け継いで暴走する「砕け得ぬ闇」を止めるために立ちはだかる。
事件収束後は、シュテルたちと共にエルトリアへ移住する。相変わらず自分を「侵略者」と称しているが、エルトリアに残された人々には感謝されている。
他の者を「下郎」「塵芥」と見下しているが、ユーリに対してはやや甘いところがある。
砕け得ぬ闇（くだけえぬやみ） / ユーリ・エーベルヴァイン / システムU-D（System Unbreakable-Dark）
声 - 阿澄佳奈
『-THE GEARS OF DESTINY-』に登場した、闇の書の奥深くに封印されていた永遠結晶「エグザミア」を核とするシステム。金髪の幼い少女の姿をしているが、その力は「闇の書の闇」と同等かそれ以上といわれている。「闇の書の残滓」とともに闇の書から切り離され、マテリアル達とキリエの手によって復活させられる。普段は丁寧口調だが暴走時はタメ口で話していた。古代ベルカについての記憶もあるようで、ヴィヴィオに対して「ゆりかごの聖王」と反応している。
彼女の本来のポジションは、「紫天の盟主」と呼ばれるマテリアル達3人を従える存在。呼び名が分からなかった時ははやてやシャマルから「ヤミちゃん」などと呼ばれたりしたが、生まれたばかりの時には人としての名前があり、終盤でシュテルが「ユーリ・エーベルヴァイン」という名を思い出して以降はユーリと呼ばれている。
本来は争いを好まず他人を傷付けるのが嫌いだが、システム「U-D」（アンブレイカブル・ダーク）を内包しており、能力が完全に開放されると理性を失い、破壊活動を始めてしまう。平常時は自身の復活が望まぬ事態を引き起こすことを自覚しており、自身のシステムの上に別のシステムを上書きしていたため、その存在は闇の書の管制人格であるリインフォースでさえ把握していなかった。
誰かを傷付けたくないと考え、すべての者の干渉を拒むという形で戦いを避けようとしていたが、彼女単独ではエグザミアの高すぎる出力を制御できず、暴走の末に自壊寸前まで追い込まれるが、彼女の制御プログラムであるディアーチェらの活躍で暴走は収束する。
事件後はマテリアルたちやフローリアン姉妹と共に、エルトリアで星の環境改善を手伝いながら暮らしており、特に自分のことを心配してくれているディアーチェを慕っている。
『Reflection』では、イリスの手によって「オールストン・シー」に展示されていた永遠結晶から復活する。相手の生命エネルギーを結晶化して体外に放出させる「結晶樹」という能力を持っている。『Detonation』で、かつてイリスとは親友同士であったが、フィルの策略により仇と誤認させられている事実が判明する。イリスによってウイルスコードを埋め込まれ、自身の意思と関係なく『復讐』としてイリスに操られて破壊活動をさせられるが、ディアーチェたちの奮闘の末に救われ、イリスとも和解する。

#### エルトリア関係
『-THE GEARS OF DESTINY-』に登場した、ミッドチルダとは異なる次元世界にある星「エルトリア」からの来訪者。なのはたちの世界よりも時間軸が進んだ未来から来たタイムトラベラーでもある。アミティエとキリエは、「死蝕」と呼ばれる環境破壊現象によってゆっくりと星そのものが滅亡しつつあるエルトリアを復旧させるために、グランツ・フローリアンによって生み出された「ギアーズ」と呼ばれる機械である。アミティエによると、アミティエやキリエ以外にもさまざまな種類のギアーズがエルトリアの復旧のために稼動しているが、彼女達のような人間に近しい者は他にはいないとのこと。他にどのようなギアーズが存在するかは不明。アミティエとキリエはグランツが精神面の調整に入れ込みすぎたため、他のギアーズと同じように扱いたくないとして、グランツの娘として人間と同じように育てられた。
『Reflection』および『Detonation』では主要キャラクターとして登場する。エルトリアからの来訪者という設定は共通だが、タイムトラベラーではない。また機械ではなく人間で、なのはたちの世界の人間に比べて身体能力や治癒能力が非常に高い。｢星を救う機械」という設定は、イリスが代わりに受け継ぐ形となっている。
アミティエ・フローリアン
声 - 戸松遥
エルトリアで使われている魔導力運用技術「フォーミュラ・エルトリア」（『Reflection』では「フォーミュラ」）を使い、自らを「運命の守護者」と名乗る少女。愛称はアミタ。武器は状況に応じて「ザッパー（銃）」、「フェンサー（剣）」、「ヘヴィエッジ（両手持ちの大型剣）」に切り替えられる「ヴァリアントザッパー」を使用する。髪は赤毛のおさげで青を基調とした服を着用。
誰に対しても丁寧口調で話す。キリエからは「熱血おバカなお姉ちゃん」と評されており、多少の苦境でも気合いと根性で乗り切ろうとする。少々天然ボケ気味ではあるが、キリエが絶体絶命の局面に置かれた時には自らの身を挺して庇うなど、フローリアン家の長女として、またキリエの姉として、強い責任感と大きな愛情と包容力を持っている。
「闇の欠片事件」（『-THE BATTLE OF ACES-』）の3ヶ月後に起る「砕け得ぬ闇の復活」を達成させ、エルトリアの滅びの運命を改変させようとするキリエの行動を阻止するためにキリエを追う。
キリエ・フローリアン
声 - 佐藤聡美
アミティエの妹で、アミティエと同じくヴァリアントザッパーとフォーミュラ・エルトリアを使い、自らを「時の操手」と名乗る少女。外見はアミティエに似ているが、髪はピンクのロングヘアで服装もピンク基調。
人を頼るのが苦手な性格のため、普段は物事を比較的醒めたスタンスで見ており、ぶりっ子のように人を食ったようなとぼけた口調で話す。なのはたちの前でも計算高く偽悪に振舞っていたが、フェイトやクロノには責任感の強さから感情を押し殺している本質を見破られていた。アミティエのことも内心では嫌っておらず、姉である彼女を信頼している。対立時は素が出た時を除いて『アミタ』と呼んでいたが、和解後は前のように『お姉ちゃん』と呼ぶようになる。
エルトリアの滅亡を阻止するために、「闇の欠片事件」の3カ月後に起る「砕け得ぬ闇の復活」を達成させ、永遠結晶「エグザミア」を手に入れようとしており、そのことからアミティエと対立したが、その後アミティエやなのは達と協力するようになり、最終決戦では自身の武器をアミティエに託す。
自らが人の役に立つために作られた機械であるという認識がアミティエよりも強いため、「機械は壊れるまで人のために働けばいい」といったシニカルな言動が見られる。また、そのような自負があるからか、自分の行動が人に迷惑や被害をかけることを何よりも嫌う。
『Reflection』ではアミティエの3歳年下。ゲーム版に比べると感情的で目的に対して性急な面が強いキャラクターになっており、自分を事態から遠ざけようとする姉に反発して自分のやり方で父と星を救うという一心で異世界である地球にイリスとともに渡航する。地球ではイリスが立てたプランを実行するために奔走し、最初にはやての持つ夜天の書を狙って彼女を襲い、結果的に無関係の人々を巻き込む形になり、そのため遅れて来たアミティエやなのはたちと対立するが、自身が実際は父や星のためではなくイリスの野望実現のために手を貸していたことには気付いておらず、正体を現したイリスから真実を告げられて打ちのめされる。その後、イリス自身もフィルに利用されていたことを知り、友として彼女を救うことを決意。事件後にアミティエと和解し、イリスとも本当の親友として改めて付き合うこととなる。
グランツ・フローリアン
声 - 浜田賢二
死にゆくエルトリアの環境の再生を模索している科学者。アミティエとキリエをはじめとするギアーズの製作者であり、アミティエとキリエは父と慕っている。
原因不明の不治の病に冒されており、アミティエとキリエがユーリ達を連れてエルトリアに帰還した数年後に亡くなる。
『Reflection』にも登場するが、病気で意識不明に陥っており、余命は幾ばくもないと言われている。
『Detonation』では最後に出演したが、声はない。ユーリの能力と家族の看護で余命が大幅に伸び、エルトリアの自然が見える丘に埋葬される。家族との集合写真では、楽しそうな顔で写真に収まっている。
エレノア・フローリアン
声 - 伊藤かな恵
『Relfection』初出のキャラクター。
グランツの妻で、アミティエとキリエの母親。
グランツと共にエルトリア復興活動に勤しんでいたが、その夫が倒れたことを受けて自分たちも他の住人と同じく星から出ることを考えるようになる。
『Detonation』ではグランツと同じ病にかかっていたことが判明するが、ユーリの能力と家族の看護で完治する。
イリス
声 - 日笠陽子
『Relfection』初出のキャラクター。
惑星エルトリアの廃墟化した教会に住んでいる少女。
キリエとは昔からの友人だが、自身は純粋な人間ではなく教会内部に置かれている石板に宿る人工知能のインターフェースである。
表向きは世話好きで優しい性格とされており、キリエに父とエルトリアを救うには地球にある永遠結晶が必要であると教え、それを欲したキリエに協力するため共に地球に渡航。キリエと連携してはやてから奪った夜天の書からディアーチェ・シュテル・レヴィらマテリアルを復活させ、3人がなのはたちを引きつけている間にテーマパーク「オールストン・シー」に展示されていた永遠結晶を発見するが、直後にキリエに自身の真の目的を告げて彼女を裏切り、永遠結晶を奪うと駆けつけたクロノを含む管理局員たちの生命エネルギーを吸収して実体化および侵攻武装形態「アスタリア」への強化を果たし、永遠結晶に封印されていたユーリを復活させる。
イリス自身が語るところによると、かつてユーリが引き起こした災害で命を落とした人間で、その意識が石板に宿ったものであるとのこと。本当の目的は現在地球にある永遠結晶に封じ込められているユーリへの復讐であり、キリエに協力していたのも自分を地球に連れて来させるための策略に過ぎず、そして蘇らせた彼女にウイルスコードを注入して自身の制御下に置き、「彼女に本当の絶望を味わわせる」という名目で破壊活動を行おうとする。
『Detonation』で、実は人間ではなく、かつてエルトリアに存在した「惑星再生委員会」によって造られた「生体テラフォーミングユニット IR-S07」で、同時に少ない資源を使って無限に増殖できるという機能を保持した「生体兵器」であることが判明する。かつては本当に世話好きな性格だったが、父親と慕っていたフィルによる思考操作で自分がユーリに殺されたという誤った認識を植え付けられ、そのことを一切知らないままフィルに利用されていた。真相を知って自暴自棄になるも、それでも友として見捨てようとはしないキリエに救われ、事件後は今までのことをキリエやユーリに謝罪し、2人から改めて友人として迎え入れると告げられる。
事件の裁判の後にエルトリアに帰還。キリエやユーリ、アミティエたちからも祝福され、エルトリアの復興に尽力する。
フィル・マクスウェル
声 - 山寺宏一
『Detonation』初出のキャラクター。
本編の40年前にエルトリアに存在していた「惑星再生委員会」の最高責任者。そして今回の事件における真の黒幕。
「最後に笑っていればいい」を信条に惑星再生研究へ精力的に取り組み、イリスを実の娘のように愛する善性の人物を装っているが、その本性はあらゆる事物へ自身の価値観を強要する傲慢かつ独善的なマッドサイエンティスト。
研究予算を得るためにテラフォーミングユニットの軍事転用研究を行っており、それ絡みの不透明な予算運用を政府に気付かれた事で委員会の解体後査問に掛けられる事になっていたが、取引相手の軍事団体へ亡命する前に「下らない閑職へ回されるのが可哀そうだ」という理由で委員会メンバーや一般職員、研究所で育てられていた動物たちまでも量産型イリスで虐殺。手土産として洗脳しようとしたユーリの自己防衛による反撃を受け、それを想定して自身のデータ化した記憶をイリスの中に埋め込み、思考誘導でイリスを裏から操る。
戦いが激化する中、侵攻武装「マクスウェル」として復活。イリスと同様のフォーミュラやヴァリアントシステムに加え、アミティエとキリエが持つ能力「アクセラレーション」の強化・発展型とも言える「アクセラレーション・オルタ」を搭載しており、生身の人体では不可能な超高速度域での絶大な戦闘能力を有している。
制圧した地球を資源採掘地兼実験場とし、量産したイリスとユーリを他の惑星や次元世界へ売り捌こうと目論んでいたが、なのはたちとの戦いに敗北して躯体は大破。切り札の自身の記憶のバックアップを積んだロケットの打ち上げとその後の衛星砲による都市攻撃も阻止され、逮捕される。

### 『StrikerS』編

#### 聖王教会
『StrikerS』から登場。機動六課の設立に大きく貢献した。その後はナンバーズ更生組3名（セイン、オットー、ディード）や、目を覚まさないイクスヴェリアを引き取っている。
カリム・グラシア
声 - 高森奈緒
「古代ベルカ式魔法」の継承者で、聖王教会・教会騎士団所属の騎士。管理局にも（名目上）少将として籍を置いている。ヴェロッサの義姉にあたる物腰穏やかな女性。
クロノやはやてとは友人。はやてとは8年前（闇の書事件から1年後）からの付き合い。はやてにとっては姉のような存在で、使命感の強すぎる彼女を心配している。また、はやてが「機動六課」を設立する際には尽力し、後見役を務めている。六課隊長陣のリミッター解除権限も持っており、最終決戦においては全員のリミッターを全て解き放った。
また希少技能『予言者の著書（プロフェーティン・シュリフテン）』という詩文形式の予言能力を持ち、そのため滅多に教会の外に出ることがない。予言は難解な古代ベルカ語であるがゆえに様々な解釈が可能で、その的中率はカリムによると「よく当たる占い程度」。機動六課設立の真相と、後見人としてカリムがそれに関わった背景には、ここ数年来の予言の解析結果が関係している。
シャッハ・ヌエラ
声 - 阪田佳代
聖王教会所属の修道騎士で、カリムの秘書。幼い頃からカリムとヴェロッサの護衛を務め、ヴェロッサに対しては教育係も務めていた。やる気に欠くヴェロッサを昔から叱り続けており、それは今も変わらない（そのためかヴェロッサはシャッハに頭が上がらない様子）。
自身も騎士甲冑と双剣型のアームドデバイス「ヴィンデルシャフト」を有する、近代ベルカ式の陸戦AAAランク魔導師であり、有事の際は瞬時に戦闘態勢を整える。移動系の魔法を得意としており、戦闘スタイルは高速なフットワークを駆使した近接戦闘型。シグナムと互角に渡り合えるほどの剣腕の持ち主で、彼女とは「剣友」として仲が良い。また仕事上でもシグナムとよく会うらしく、ともに救援に現れたり、フォワード勢の訓練につきあうなど行動を共にしていることが多い。
最終決戦ではフェイトと共にスカリエッティのアジトに突入、負傷しながらもセインを倒す。戦後は、そのセインの保護者役となっている。
『Vivid』では、自身の許可なく出場したシャンテのセコンドを務めている。ぐれていたシャンテを聖王教会に誘っており、素行の良くないシャンテにいつもお小言を言っている。
この他、セイン、オットー、ディードの3人もいる。3人の詳細はスカリエッティ & ナンバーズから該当項目参照。

#### スカリエッティ&ナンバーズ
Dr．スカリエッティとナンバーズと呼ばれる12人の少女達。機動六課と敵対する。
ジェイル・スカリエッティ(Jail Scaglietti)
声 - 成田剣
「Dr.」の通り名を有する、生体改造や人造生命体の開発に異常な執念を抱く科学者（マッドサイエンティスト）。その目的のために過去幾つもの次元犯罪を起こし、広域指名手配がかかっている次元犯罪者。過去の逮捕歴はない。『プロジェクトF』のベースとなった基礎理論を構築した人物でもあるため、フェイトは仕事だけでなく個人的にも彼を追っている。
かねてより「聖王の器」ヴィヴィオやレリックを狙っており、その確保のためにガジェットドローンを造りナンバーズを指揮する。人造魔導師であるルーテシアや騎士ゼストらの製作者でもあり、ルーテシアの能力を高く評価している。
並外れて傲慢且つサディスティックなその性格と言動から多くの者に忌み嫌われており、ゼストには疎まれ、アギトからは「変態医師」呼ばわりされている。一方で自身が産み出したナンバーズには深い愛情を注いでおり、クアットロのようにチンクやセイン達を見下すことをしない他、『StrikerS サウンドステージX』では、死亡したドゥーエを弔うために1本の赤ワインを所望している。「犯罪者でさえなければ歴史に名を遺す」とさえ称される天才であり、人造生命体研究や機械兵器技術の発展はもちろん、両種を融合させた技術を実用可能な域まで完成させたのも彼である。また『StrikerS サウンドステージX』のルーテシアの談によると、古代ベルカ語にも相当明るかったと見られる。
レジアスと最高評議会に依頼され人造魔導師や戦闘機人の研究を行っていたが、これらの完成を機に反旗を翻し地上本部と機動六課を急襲。その作戦で拉致したヴィヴィオにレリックを移植した後「聖王のゆりかご」の制御ユニットとして組み込みこれを起動。最高評議会のメンバーも抹殺し、遂に本格的な反乱を起こす。しかし、それに至る経緯や理由、そしてその先の目的については一切語られていない。
実は彼自身がアルハザードの技術によって造られた人造生命体であり、開発コードネームは「アンリミテッド・デザイア（無限の欲望）」。管理局最高評議会のメンバーの手により生み出された異能の天才児であった。目的の為には自分自身をも犠牲にする事を躊躇せず、自身が死んだ時の保険のためにナンバーズ全員の子宮に自分のクローンを植え付けていた（自身の記憶を完全に受け継ぐ機能も組み込んでいたが、事件解決に伴い全て処分された）。プレシアとともに研究していた時期があるが2・30代の外見に合わない為現在の彼はクローンの可能性がある。逮捕された後は、危険人物として衛星軌道拘置所（ミッドチルダ司法の最高拘置施設である）に投獄されたが、不遜な態度は相変わらずであった。
ウーノ(Uno)
声 - 木川絵理子
ナンバーズの1。ウェーブがかった薄紫の長髪をした女性。クローン培養。
スカリエッティの秘書を務める彼の側近にして最大の理解者であり、実務だけではなく精神面からも支えている。実務指揮を執るナンバーズのリーダー格だが、デスクワーク主体の機人であるため戦闘能力は低い。ほとんどがモニタ越しの登場で、本人が姿を見せることは少ない。初期に作られた戦闘機人だが、その体内パーツは妹達のデータを元にした最新の物へと更新されている。
インヒューレントスキル（以下IS）は隠蔽と知能加速の能力で「不可触の秘書（フローレス・セクレタリー）」。
ルーテシアやゼストをスカリエッティの野望を実現させるために利用しているが、捨て鉢な生き方をするゼストに対し私達は仲間だと心配する発言もしており、彼やルーテシアに対し、哀れみの感情も抱いていたようである。ヴェロッサに拘束、頭から情報を引き出された後に保護された。事件後は捜査に非協力的なため軌道拘置所に収容される。
ドゥーエ(Due)
声 - 又吉愛
ナンバーズの2。長い金髪と蠱惑的な顔立ちが特徴的。純粋培養。
潜入や諜報、暗殺を主体とした機人であり、本編でも最後に登場した。
ナンバーズの中で最もスカリエッティの影響を受けており、さまざまな面で彼に似通う。高い能力と仲間に優しく敵には冷酷に接する性格を持つらしく、かつて教育を担当していたクアットロからは「究極の戦闘機人」として尊敬されている。潜入任務開始後に起動したセイン以降のナンバーズとは面識が無い。
固有武装は「ピアッシングネイル」。ISは任務に応じて姿を変える変装能力「偽りの仮面（ライアーズ・マスク）」。
最高評議会の秘書・メンテナンス担当として管理局に潜入。「聖王のゆりかご」起動と同時に正体を現し、不要になった彼らを抹殺する。また最終決戦の最中にレジアスも暗殺するが、その直後にゼストの攻撃を受け「姉妹達と再会する」という願いを叶えることが無いまま絶命。ナンバーズで唯一の戦死者となった。なお『StrikerS』の10年ほど前に聖王教会に潜入し、当時の聖遺物の管理者を誘惑して聖王の器の素材となる遺伝子情報を入手している。
『StrikerS サウンドステージX』では、軌道拘置所に収容されているスカリエッティ達が情報交換を条件に死んだ彼女を弔うため、赤ワインを要求した。
トーレ(Tre)
声 - 木川絵理子
ナンバーズの3。長身で他のナンバーズよりも頭一つ分大きい。純粋培養。
稼働歴の長さから来る豊富な実戦経験故にナンバーズの実戦指揮を執り、前線での独自行動も許されている。厳格な性格で他のナンバーズを叱りつけることも多く、また無意味とするものに対してはかなり冷淡。セッテの戦闘技術の師でもあり、機械の様な思考をする彼女を注意することもあった。
固有武装は虫の羽に似たエネルギー翼「インパルスブレード」で、ISは高速移動能力「ライドインパルス」。
最終決戦ではセッテと共にフェイトと交戦するが、ライオットフォームを起動したフェイトの前に敗れ保護される。事件後は捜査に非協力的なため軌道拘置所に収容されるが、セッテに対して更生を勧めたこともある。
クアットロ(Quattro)
声 - 斎藤千和
ナンバーズの4。大きな丸メガネと独特の甘ったるいしゃべり方が特徴。純粋培養。
幻惑などによる敵の行動妨害を主体とする実働部隊の後衛だが、それ以上に参謀としての色が強い。後衛同士のディエチとは行動を共にすることが多い。ナンバーズの中でも最大の独自行動が許されており、機動六課に対する情報収集を行い、またルーテシアのコンプレックスを刺激して後の行動を操りやすいように工作もした。メガネは伊達であり、最終決戦時では自ら投げ捨てている。
固有武装はステルス機能を有するマント「シルバーケープ」で、ISは電子を操る「シルバーカーテン」。
教育係だったドゥーエの影響でスカリエッティによく似た考え方をしており、愛想のいい振舞い方の下に非常に危険な思想を隠している。他者の人生に対して毛程にも価値を見出さない残忍な性格で、命の尊厳にも一切の配慮はなく、敵対者への言動も極めて嘲笑的である。また姉妹間でも本音を明かさない部分があり、内心では妹にあたるチンク・セイン・ディエチのことを見下すなど、その本性は極めて凶悪である。最終決戦では最後まで残ったが、なのはの探査魔法に発見され、ブラスターモード3のディバインバスターを直撃されて捕獲された。事件後も捜査に非協力的な上に相変わらず傲慢・横柄な言動をとり続けたため、スカリエッティ共々要注意人物とされ軌道拘置所に投獄される。
『StrikerS サウンドステージX』では、相変わらずの態度でギンガのことを「サーティーン」と呼んでいた。スカリエッティによれば拘置所の生活で少し太っていたが、本人によると「もう元に戻した」らしい。
チンク(Cinque) → チンク・ナカジマ
声 - 井上麻里奈
ナンバーズの5。灰色のコートを着込んだ、小柄で銀髪の少女。隻眼のため、右目に黒い眼帯をつけている。クローン培養。
潜入と破壊工作に優れ、一時はスカリエッティの元を離れて任務に当たっていた。妹と会話する際に一人称が「姉」になるなど、物言いがやや古風。ナンバーズの中では最も小柄で、自分でも体型のことを少し気にしている。面倒見の良い性格で姉妹達から慕われており、粗暴なノーヴェの世話は特に焼いていた。稼働歴はクアットロよりも早く、そのためクアットロにも姉のように接しているが、クアットロの方は本心ではチンクを見下している。
ISは金属を爆発物に変化させる「ランブルデトネイター」で、普段は投げナイフ型の固有武装「スティンガー」を用いて発動する。
右目の眼帯は8年前のゼストとの戦いで負傷したもので、この時右目と引き換えにSランク魔導師のゼストを「一対一で」撃破している。地上本部襲撃時にスバルの振動破砕を喰らって受けた傷が重かったため最終決戦には参加せず、戦わずに保護された。後に他の妹達と共に海上隔離施設で更生プログラムを受ける。事件への関与度合いが比較的高いため、自由を手にできないことも覚悟していたようであるが、それでも償える罪を償おうと考え、また妹たちを気にかけ、更生の道を歩んだ。
後にゲンヤが保護責任者となってからは「チンク・ナカジマ」と名を変え、ノーヴェ、ディエチ、ウェンディらと共にN2Rというユニット（チンクがリーダー）を結成して行動する。ゲンヤのことは「父上」と呼んでいる。家事は一通りこなせるが、ナカジマ家の台所は背の低い彼女にとっては高所らしく、ゲンヤが作った足踏み台を使用している。スバル曰く「宝物の一つ」。
『Vivid』では、ナンバーズ更生組のまとめ役である。局入りしたため、管理局の制服姿でギンガと共にいたり、覇王を名乗る連続襲撃犯の話を聖王教会に持ち込んでいる。アインハルトとノーヴェが八神家に自分のデバイスを受け取りに行く際は車で送っている。
『Force』では、スバルと同じくトーマと顔見知り。トーマがディバイダ―とリアクターの強奪に、研究施設の破壊容疑をかけられている事を知る（登場時には管理局の制服の上に、灰色のコートを着ている）。トーマ保護後、フェイトやギンガと共にディバイダー製作に関係している施設などを調べ回っている。
セイン(Sein) → シスターセイン
声 - 水橋かおり
ナンバーズの6。水色の髪に愛嬌のある幼気な風貌の少女。純粋培養ではあるが突然変異体。
潜入と秘密工作に特化したISゆえに仲間内では非常に重宝されている。ナンバーズとしては稀に見る明るくポジティブな性格で、言動もかなり子供っぽい。ナンバリング・誕生時期共にナンバーズの中間にあたり、その性格も相まって姉達と妹達の緩衝役をこなす。だがマイペースな所があるためか妹達から姉扱いされていないことを気にしている。ウェンディとは性格的に気が合うとのこと。
固有武装は指先に付いた極小のカメラ「ペリスコープ・アイ」で、ISは無機物に潜行する「ディープダイバー」。
最終決戦では似たような能力を持つシャッハと一対一で戦闘。後に逃走を図るものの、シャッハに先回りされ撃破・保護された。その後チンクと同じく海上隔離施設で更生プログラムを受ける。
『サウンドステージX』で更生プログラムを終えて出所した後は聖王教会の一員となり、シャッハが保護責任者になり彼女の側で勤めている。聖王教会を訪れている人達からは「シスターセイン」と呼ばれていて、修道騎士見習い。劇中ではシャッハと共に聖地巡礼ツアーをしている信者達の護衛役をしているため、本編には直接関わっていない。戦闘機人の能力を生かして旅行者達の体調を気遣っている。シスター服は本人の意見で半そでになっている。
『ViVid』では、眠り続けるイクスヴェリアの世話をしている。オフトレ込みの旅行では食料を届けるためにカルナージに来訪。ルーテシアの造った温泉にて、ISを使ってオフトレ参加者達にセクハラ紛いのイタズラを仕掛けたため反撃を受けるが、その後和解して彼女もトレーニングに参加することになった。ルーテシアによると「料理が得意」らしく、イタズラの償いとして食事係を担当することになった。また、シスターシャンテとは同期であり仲が良く、彼女に頼まれてシャッハに無断でIMCSの参加申込書を提出した。
セッテ(Sette)
声 - 桑谷夏子
ナンバーズの7。桃色の長髪をした少女で、頭にバンド状の装甲を着けている。クローン培養。
空戦も可能とする前線戦闘員として高い能力を持つ。またクアットロ提案による精神的な余剰排斥により、非常に機械的な性格となっている。やや堅い口調と性格は教育を施したトーレに由来するもので、ナンバーズの中でも一際トーレとスカリエッティに対する敬愛が強い。「7」を示す名前とは裏腹に稼動した時期は最後発。トーレと並ぶほどの空戦能力を持つ。
ISはブーメラン型の固有武装「ブーメランブレード」の扱いと起動制御をこなす「スローターアームズ」。
最終決戦ではトーレと共にフェイトと交戦するが、ライオットフォームを起動したフェイトに一蹴され保護される。事件後は捜査に非協力的なため軌道拘置所に収容される。スカリエッティ、ウーノ、トーレ、クアットロらと比べれば、危険性および事件への関与度合いが低いため更生への呼び掛けが今も行われているが、本人はこれを拒否している。
『StrikerS サウンドステージX』では、最終ロットということもありマリアージュ事件との関わりがなかったため他の拘置所組とは異なり、面会に来たギンガとチンクとは話せないでいた。
オットー(Otto)
声 - 伊藤静
ナンバーズの8。散切りの茶髪に中性的な外見をしている。純粋培養。
攻防共に優れた後方支援型で、指揮もこなす。一人称は「僕」で、体型や服装ゆえに性別が分かりにくいが、れっきとした女性。ディードとは同じ「素材」を元にした双子のような関係であり、コンビを組んで行動する。またクアットロ提案の余剰要素排斥によって感情表現に乏しいが、ディードとだけは意思の疎通が出来ているらしい。セッテ同様、名前とは裏腹に稼働は最後発組。
固有武装である「ステルスジャケット」を着込んでいるため、一見すると他のナンバーズとは別の戦闘服に見える。ISは攻撃や拘束に使える光線を多数放つ「レイストーム」。
最終決戦では機動六課フォワード隊を分断するためにティアナを結界内に閉じ込めたが、クラールヴィントの探査魔法で発見されシャマルとザフィーラに捕縛された。その後は、他の姉妹達と共に海上隔離施設で更生プログラムを受ける。
『サウンドステージX』では、更生プログラム終えて出所した後ディードやセインらと同じく聖王教会の一員となった。本人の趣味かどうかは不明だが、なぜか執事服を着てカリムの秘書として仕えている。この頃にもなると、更生の甲斐あってか幾らか感情を表に出せるようになっており、軽い冗談も言えるまでになっている。ティアナの依頼で無限書庫で『イクス』と現場に残されていた詩文の調査を行うが、それは彼女の手にも余るものであり、ヴィヴィオに捜査の助力を依頼している。
『ViVid』では、ディード共々ヴィヴィオを「陛下」と呼んでいる（ヴィヴィオ本人は『サウンドステージX』の時点では「陛下って呼ぶの禁止!」と嫌がっていたが、「今は慣れた」、「2人なりの敬意と好意の表現」と納得している）。教会では相変わらず中性的な格好をしているが、私服ではディードとお揃いのスカート姿も披露している。IMCSではコロナの専属コーチとして指導に参加。コロナ敗退後も、コーチを続けていくつもりである。
ノーヴェ(Nove) → ノーヴェ・ナカジマ
声 - 斎藤千和
ナンバーズの9。赤い髪のスバルに良く似た容貌を持ち、少年的な雰囲気を纏った少女。クローン培養。実はクイント・ナカジマの遺伝子を使用したクローン体で、スバルやギンガとは直接的な遺伝子上の「姉妹」にあたる。
白兵戦に優れた典型的な前線戦闘員。能動的な性格で、スカリエッティに従順なナンバーズの中で唯一自らの意思で行動しようとしており、ナンバーズの上に立つという「聖王の器」ヴィヴィオを見定めようとしていた。この頃は短気で常に不機嫌なため、敵はもちろん他の姉妹にも威圧的な態度を取る。だが何かと世話を焼いたチンクは姉として強く慕っていた。そのためチンクに重傷を負わせたスバルやティアナ達に対する報復を第一に考えていた。
固有武装はスバルのリボルバーナックルを模して作られた簡素な篭手「ガンナックル」と、マッハキャリバーを模して作られたナックルスピナーを備えるローラーブーツ「ジェットエッジ」で、ISは黄色のウィングロード「エアライナー」も含めた格闘能力の総称で「ブレイクライナー」。これら固有武装は、『ViVid』の頃にはノーヴェ用のインテリジェントデバイス「ジェットエッジ」として、バリアジャケットのデザインに変更が加えられた形で用いられている。
最終決戦においてウェンディ・ディードと共にティアナを追い詰めるが敗北、ティアナの説得を受け入れ保護される。後に海上隔離施設で他の姉妹達と共に更生プログラムを受ける。
『サウンドステージX』では、ゲンヤが保護責任者となったため「ノーヴェ・ナカジマ」と名を変え、チンク、ディエチ、ウェンディらと共にN2Rというユニットを結成して行動する。ゲンヤが義父親になってからも、恥ずかしがっているせいかなかなか「父さん」と呼べずにいた。マリアージュ達がマリンガーデンを襲撃した際には災害特例によりヴォルツの指揮の下救助活動を行っている。見た目がスバルと瓜二つなため、イクスヴェリアが双子と勘違いしたことがある。
『ViVid』の頃には皆とすっかり打ち解けていて、以前の不機嫌さも無くなって人当たりが良くなっている。クイントの血を継いでいるためか、面倒見が良く世話焼きな一面を覗かせるようになっている。勉強熱心であり、ストライクアーツのインストラクターの資格や二種看護師資格、救助隊民間協力者各種資格など様々な資格を取得している。「ストライクアーツ」の有段者で、自身も修行中の身と言いながらもヴィヴィオ・リオ・コロナの指導に当たっている（当初はスバルやギンガから基礎を教わって独学で修行していたヴィヴィオの指導から始めている）。スバルやギンガが会得しているシューティングアーツではなく、ストライクアーツを学んでいる理由は不明。メインキャラクターの中で覇王イングヴァルトを名乗るアインハルトと最初に遭遇した人物であり、その際に相打ちに近い敗北を喫した後は彼女の面倒を積極的に見るようになった。そのためアインハルトが本音を漏らす数少ない人物の一人となっている。アインハルトを熱心かつやや強引に旅行に誘う姿を見たディエチからは「つくづくスバルとは姉妹」と評されている。IMCSに参加することを決意したヴィヴィオ達のコーチとして本格的に指導することになり、自身はヴィヴィオの専属コーチとして彼女に特訓を行う。アインハルト対コロナの試合ではコロナの専属コーチのオットーと共にセコンドに付く。自身の実力も非常に高く、リオを簡単に手玉に取るほか、練習して覇王流の基礎技も身につけているが、戦闘機人であるためか、自身が大会に出ることはできない。
ルーフェンでの合宿を経て、本格的にジム経営に乗り出すこととなる。
『ViVid Strike!』では、既にナカジマジムの経営をしている。
『Force』でもヴィヴィオ達の指導を続けている模様で、特務六課には招集されていない。
ディエチ(Dieci) → ディエチ・ナカジマ
声 - 升望
ナンバーズの10。茶色の長髪を薄黄色のリボンで結わえている。純粋培養。
また両目に仕込まれた機器によって優れた望遠能力と解析能力を有し、それを併用した狙撃・砲撃による後方支援を役目とする。後衛同士であるためクアットロと行動を共にすることが多い。誕生時期はセインと同時期で、稼働歴は彼女に次いで長い。寡黙で余り感情を表に出さないが、姉妹思いの温厚な性格で、本人は行動を共にすることが多いクアットロとは気が合うと思っていた（しかし、クアットロはその根の善良さを内心見下していた）。基本的に従順だが、根が善良なため内心スカリエッティのやり方に疑問を抱いている。
ISは、体内で生成したエネルギーを固有武装である大型の狙撃砲「イノーメスカノン」から砲撃として出力する「ヘヴィバレル」。
最終決戦ではなのはと正面からの撃ち合いになるが、ブラスターリミットを解放した彼女に敗れ保護された。後に他の姉妹達と共に海上隔離施設で更生プログラムを受ける。なのはとは何度か面会しており、何処か通じ合うものがある彼女に対して心を開いていた。
ゲンヤが保護責任者となってからは「ディエチ・ナカジマ」と名を変え、チンク、ノーヴェ、ウェンディらと共にN2Rというユニットを結成して行動する。ゲンヤのことは「お父さん」と呼んでいる。
『Vivid』の頃には他のN2Rの姉妹と共にナカジマ家で暮らしている。コーチとしてヴィヴィオ達のメニューを作成する彼女のためにお茶を淹れたりして労っている。IMCSでの地区予選第3回戦のコロナ対アイハルト戦ではウェンディと共にアインハルトのセコンドに付く。
ウェンディ(Wendi) → ウェンディ・ナカジマ
声 - 井上麻里奈
ナンバーズの11。赤い髪を後頭部でまとめた少年的な容姿で、ややノーヴェに似た外見をしている。純粋培養。
防御・射撃・飛行の三種をこなす前衛戦闘員で、同様の能力を持つノーヴェとコンビを組んでいる。語尾に「〜っス」とつく陽気かつ軽い性格で、自身の能力を用いること自体に興味を示す。言動の荒い姉（ノーヴェ）の世話をするのも然程悪くは思っていない様子。
固有武装は多種の機能を持つ巨大な盾「ライディングボード」で、ISはそれを飛行させる「エリアルレイヴ」。シールドの先端には砲門があり、戦闘では射撃を得意とする。
最終決戦では幻影対策も施されノーヴェ・ディードと共にティアナを追い詰めるが、単調な連携の隙を狙われて敗北。その後保護された。後に海上隔離施設で他の姉妹達と共に更生プログラムを受ける。事件後は敵対関係だったスバルやティアナとも交友を深め、特にティアナを良き好敵手として見ていて、再戦の約束をしている。
ゲンヤが保護責任者となってからは「ウェンディ・ナカジマ」と名を変え、チンク、ノーヴェ、ディエチらと共にN2Rというユニットを結成して行動する。ゲンヤのことは「パパリン」と呼んで、父親に甘える末っ子キャラクターになっている。
『ViVid』では他の姉妹と同じくナカジマ家で暮らしている。アルバイトをしているらしく、オフトレ込みの旅行に参加出来ないことを悔しがっている素振りを見せている。IMCSでのコロナ対アインハルト戦ではディエチと共にアインハルトのセコンドに付く。
『Force』では、特務六課捜査部のティアナの執務官補として登場する。エクリプスウィルスで暴走したトーマのことは聞いていて、解放された後も彼のことを心配している。
ディード(Deed) → シスターディード
声 - 伊藤静
ナンバーズの12。栗色のストレートヘアで、順番的には一番下の妹にあたるが容姿はかなり大人びている。純粋培養。
優れた飛行技能と近接戦闘技術を持ち、最後の機人ということもあってその完成度は一際高い。コンビを組んでいるオットーとは同じ「素材」から生み出された双子のようなものであり、同様にクアットロの余剰要素排斥により感情の発露が乏しくなっている。
固有武装は赤い光を刀身とする双剣で、ISはそれを用いた「ツインブレイズ」。
最終決戦でティアナを追い詰めるが、単調なコンビネーションが災いし昏倒。それでも意識を取り戻しノーヴェへの説得で隙を見せたティアナに不意打ちをかけるも、そこをヴァイスの狙撃により倒され保護された。その後は姉達と共にギンガの下で更生プログラムを受けるため、海上隔離施設にいた。
『サウンドステージX』で更生プログラムを終えて出所した後はカリムが保護責任者となりセイン・オットーと共に聖王教会の一員になる。抑制されていた感情も戻り自然な笑顔を見せるようになっている。聖王教会を訪れる人達からは「シスターディード」と呼ばれ慕われている。セインと同じく修道騎士見習い。
『ViVid』では、オットー共々ヴィヴィオを「陛下」と呼んでいる。ノーヴェによると双子そろって「なんかズレている」。IMCSに向けて特訓を重ねるヴィヴィオ達に指導するためにノーヴェの頼みでコーチとして参加し、リオの専属コーチになる。

#### ルーテシア関連
ルーテシアを中心とした小集団。総じてベルカ式魔法を扱う者達で構成されている。スカリエッティと連携しているが配下ではなく、レリックが絡んだ事件の時のみスカリエッティ達と共闘する。レリックの「XI（11）番のコア」を探して行動しており、その過程で機動六課と衝突する。
ルーテシア・アルピーノ(Lutecia Alpine)
声 - 桑谷夏子
ベルカ式ベースの召喚魔法を操る少女。スカリエッティからゼストと共に「レリックウェポンの実験体」と呼ばれる。ゼストと共に「XI（11）番のコア」を探している。アギトからは「ルールー」、ナンバーズからは「お嬢様」「お嬢」と呼ばれる。また後にキャロからは「ルーちゃん」、エリオからは「ルー」と呼ばれる。スカリエッティに対してはゼストやアギトほど嫌悪感を抱いておらず、レリックとは無関係の時でも個人的に協力することもある。
強力な召喚魔導師で、ブーストデバイス「アスクレピオス」を使用している。偵察向けのインゼクトの他、専属の僕であるガリューや広域攻撃を行う地雷王、究極召喚である白天王を召喚出来る。「サウンドステージ02」で、クアットロによりエリオとキャロに対する嫉妬心にも似た対抗意識を芽生えさせられている。
その正体はかつてのゼストの部下でクイントの同僚でもあったメガーヌ・アルピーノの娘。母親と同じく人造魔導師素体としての適性があったため、最高評議会の根回しでスカリエッティに実験体として供された。ルーテシアがXI番のレリックを探すのは、母親であるメガーヌを起動させるのに必要なレリックがXI番のレリックであるため。自分には心が無いと思い込んでおり、母親が起きれば心が生まれるというスカリエッティの言葉を信じ込んでいる。最終決戦にてキャロとエリオに保護され、全てが終わった後、ナンバーズとともに海上隔離施設で更生プログラムを受け、出所後は魔力を大幅封印され無人の次元世界「マウクラン」で管理局の保護観察を受けることに。その次元世界で、意識を取り戻したメガーヌやガリュー達召喚獣と共に穏やかな生活を送っており、明るい表情を浮かべるようになった。キャロやヴィヴィオとの交友を通して勉学にも励み、殊に古代ベルカ語の翻訳読解は聖王教会からも絶賛されている。
『ViVid』では、もはや当時の面影を窺うことが困難なほど明るく社交的でいたずら好きな性格になっている。また本だけでなく建築関係にも興味を持つようになっており、趣味で自宅をペンションのように大改造し、温泉を掘り当て大浴場を作り、遊びに来た皆が使う演習用構造物やアスレチック場を含む大規模なトレーニング場を建設している。コロナの依頼で彼女専用デバイス「ブランゼル」を製作し旅行にやってきたコロナにプレゼントしている。魔導師としての能力も健在で、ヴィヴィオらの参加している魔法戦の練習試合ではフルバックとして参加、ティアナに「あの子の悪巧みは洒落にならない」と言わせる策謀家な面をも見せている。後にIMCSに参加するために4年ぶりにミッドチルダを訪れており、選考会を勝ち抜き地区予選に出場している。地区予選の際にバリアジャケットを新調し、召喚魔法抜きで都市本戦まで勝ち抜いている。同じブロックにいる「魔女」であるファビアとの戦いを心待ちにしている。セコンドはエリオとキャロが務めている模様。また、時空管理局の嘱託魔導師として、ヴィヴィオたちを付け狙うファビアと無限書庫内で対決。ヴィヴィオやアインハルトなどの協力も得て捕獲に成功している。
インゼクト
主に偵察に用いられる画鋲に羽根が生えたような召喚虫。指先に乗るほどの小型の虫で、ガジェットなどの機械に宿すことでルーテシアが遠隔操作をすることも可能になる。同サイズであるリインにとっては強敵といえる相手である。
ガリュー
ルーテシアに付き従う四つ目の人型召喚獣。身にまとっている赤いマフラーがトレードマーク。人間大の体と忍者に似た外見・能力を持ち、擬態によってステルスする能力を持っている。ルーテシアの防衛を第一に考えており、彼女の危機には己の身を挺して彼女を守り、ルーテシアもガリューのことを深く信頼し大切に思っている。
主に近接戦闘に優れ、腕から伸びる長大な爪が主武器。飛行能力と高い機動力を持ち、その戦闘力はスバルと拮抗するほど。自身は言葉を話せないが、ルーテシアの声に頷いたり、エリオの声に反応を見せるなど周囲の人間の声は判別して理解している。また、ルーテシアが正常な命令を下せない状態にある時には自律的な行動も可能。
『Vivid』でも相変わらずルーテシアにつき従っており、宿泊に来た元六課メンバーらをもてなしている。二度目の模擬戦では参加している。
地雷王（じらいおう）
甲虫に似た巨大な召喚虫で、頭部には後方に向けて伸びる金色の二本角を有する。自分を中心とした周囲に上方向からの強力な圧力をかける能力を持ち、その威力は広大な地下水路施設を全て押し潰すほど。能力発動中は2本の角の間に光の球が発生する。
複数召喚することが可能。
白天王（はくてんおう）
ルーテシアの「究極召喚」。白亜の体と横に伸びる長い角を持つ巨人のような召喚獣で、背中には四枚の羽根が生えている。その体格と戦闘力はキャロのヴォルテールに匹敵し、腹部から強力な魔導砲を放つ。
ゼスト・グランガイツ
声 - 相沢正輝
ルーテシアと行動を共にする巨躯の戦士。アギトからは「旦那」と呼ばれ、スカリエッティ達からは「騎士ゼスト」と呼ばれているベルカ式魔導師。槍型のデバイスを駆使して戦い、その力はオーバーSクラス。アギトとのユニゾンも可能で、相性は然程良くないがお互いのコンビネーションで補っており、ユニゾンしたヴィータやシグナムとも対等に渡り合った。更に、フルドライブを行うことでユニゾンしたヴィータをも一撃で打倒するほどの力を発揮する。しかし、フルドライブは体への負担が大きく、命を削る一撃であるため安易には使用できない。
ゼスト自身はスカリエッティやナンバーズに対してあまり良い感情を抱いておらず、彼がルーテシアに何かさせようとしても基本的に拒否する姿勢をとる。スカリエッティやナンバーズに気を許しすぎているルーテシアを心配しており、ルーテシア自身もゼストには心を開いている。
元管理局員であり、クイントやメガーヌの直属の上司でレジアスとは親友の間柄であった。8年前、率いていた部隊ごと抹殺されているが、最高評議会の依頼を受けたスカリエッティによって人造魔導師として蘇生させられる。生前の魔導師ランクはS+。この事件はレジアスの命令によるものではないかと考えており、彼の行動目的はレジアス自身の口からその真相を知ること。自身の目的とは別に、メガーヌの娘でもあるルーテシアの「探し物」にも手を貸している。最後は自らの運命に決着をつけるべくシグナムと対峙し敗北、知りうる限りの「戦闘機人事件」のデータが入ったデバイスとアギトをシグナムに託し、騎士として2度目の死を迎えた。
アギト
声 - 亀岡真美
ルーテシアやゼストと共に行動する少女。ゼストと同様、スカリエッティやナンバーズのことは快く思っていない。「烈火の剣精」を自称（元々捕えられていた研究所職員による識別名）し、炎系の古代ベルカ式魔法を操る。「アギト」はルーテシアによる命名（37案目にアギトが納得）。全長はリインフォースIIと同じ程度（＝30センチ程度）。
勝気で口の悪い所もあるが、面倒見のいいどこか憎めない性格で、バックに花火を出して派手に登場したりなど目立ちたがり屋な一面もある。普段の言動とは裏腹に実際は良識派で、ルーテシアの地雷王による地下水路施設への攻撃を止めようとしたり、彼女が安易にスカリエッティ達と関わることを注意している。
その実態はレプリカではないオリジナルの古代ベルカ式ユニゾンデバイス。しかしマイスターもロードも既に亡く、気がついた時には非合法組織の研究所で貴重なサンプルとしてさまざまな実験を受けていた。そして、心身共に疲弊しもう壊されることを覚悟していた時に、何らかの目的で研究所に襲撃をかけてきたゼスト達によって連れ出され以降共に行動するようになる。自分を助けたルーテシアとゼストを恩人と慕っており、2人を守りたいと思っている。そのためゼストがフルドライブを使用することに強い拒絶を示す。相性はそれほど良くないが、ゼストとのユニゾンが可能。自分と似たような存在でありながら、恵まれた環境にあるリインを「バッテンチビ」と呼び対抗心を抱いている。
ゼストの分析によると、優れた剣の使い手であり魔力変換資質「炎熱」を有する古代ベルカの騎士、その上魔力光の色までも適合するシグナムはアギトのロードとして最も理想的な存在。アギトとユニゾンしたシグナムは、ガジェット・ドローンII型約50機を一撃で撃破するほどの力を発揮した。その後も、第二・第三編隊の後続部隊を食い止める。全てが終わったあとはナンバーズとともに海上隔離施設入所後、はやてに引き取られ、現在は管理局ひいては八神家の一員として共に行動している（引き続き、シグナムをロードとしている）。同じユニゾンデバイスのリインとは毎日口喧嘩を繰り返しながらも良き相棒となり、自分と似た性格のヴィータのことを「姉御」と呼び慕っている。なお、前述したユニゾン時にかつて何らかの関係があったことをほのめかす発言をしているが、詳細は不明。
『ViVid』では、はやてやリインと共にアインハルトの要望に応じて彼女専用のデバイスを作成している。
『Force』では本局航空武装隊の一等空士になっており、シグナムと共にディバイダーと「銀十字の書」の捜査を行っている途中で、フッケバインのサイファーと遭遇。当初はシグナムとユニゾンしてサイファーと戦っていたが、トーマの変化に対してシグナムの指示でユニゾンを解除。トーマ達に向っている途中で、シグナムがサイファーに敗北したことに足を止めた隙に、サイファーの攻撃を受けて撃墜。意識不明の重体で救助されたが、シグナムよりも先に意識を取り戻す。

### 『StrikerS サウンドステージX』に登場

#### マリアージュ関連
マリアージュ
声 - 川澄綾子
フォルス、ヴァイゼン、ミッドチルダで発生した連続凶悪事件の容疑者。その正体は古代ベルカの時代に作られた人間の屍を利用した兵器。両腕をあらゆる兵器に変形させ、行動が不可能と判断した場合、自身の身体を燃焼液に変化させて即座に自爆する。その存在を知るクアットロからは「昆虫並みの知能しか持たないおかしな兵器」と評されている。
イクスヴェリアを求めて行動し、その居場所を知ると思われるヴァイゼンやミッドチルダのロストロギアのブローカーを次々と襲撃し連続殺人事件を起こしていた。後にマリンガーデンを襲撃し能力が高い軍団長とされる個体はスバルに破壊され、残る個体もティアナ達により殲滅させられた。
イクスヴェリア
声 - 川澄綾子
古代ベルカ、ガレア王国の王で、マリアージュのコアを無限に作る能力を持ち、マリアージュをコントロールする能力を持つとされる。
無限書庫の記録では破壊と殺戮を好む残虐なる冥王とされているが、当の本人は無限書庫の記録とは異なり、マリアージュと自分の存在を否定しており、マリアージュをコントロールする能力は持たない。
マリンガーデンの地下にある遺跡で眠っていたが、マリアージュの接近に伴い目覚め（しかし、彼女にとっては想定外の目覚めだったようだ）、スバルと遭遇し、彼女に助けられる。しかしそのほとんどが機能不全に陥っており（現在の技術では治療不可の状態）、マリアージュ事件の終結後、いつ目覚めるかはわからない（マリーの結論によると、自然の目覚めはもうないだろうとのこと）深い眠りについた。
『ViVid』の時点でも聖王教会の一室で眠り続けていたが、ある時体は眠りについたまま意識だけが先に覚醒。視覚や聴覚を本体に送信するための端末のような役割を果たす自身の姿をした小人型の分身を作り出し、ようやくヴィヴィオやスバル達と再会した。以前は自然な目覚めはもうないとまで診断されていたが、現在は体はまだ眠っているが脳波や生体反応はほぼ覚醒に近い状態へと回復してきている模様で、目を覚ましかけているとの事。分身は会話ができないため、身振り手振りで自分の意志を伝える。
『ViVid』において、アインハルト・ストラトスが【U15】のデビュー大会優勝後に航空武装隊が行った戦技披露会のイベントにて高町ヴィヴィオVSミウラ・リナルディとの対戦が有り、小人型のまま（車椅子に実体も連れて）カリム達と応援のため観戦に来ていた。
ミウラとの対戦中ヴィヴィオがピンチに陥った時、(カリムの後押しも有り）ヴィヴィオに直接声援を送りたいという意志により復活を果たす。
トレディア・グラーゼ
戦争が続いていたオルセア出身の革命家で、戦争を悲惨さを他の次元世界に知らしめるという名目の元イクスヴェリアとマリアージュを使って世界を破壊と殺戮で染めるべくスカリエッティと協力を結んだ（スカリエッティ自身は興味がなく、単に話を合わせただけだった）が、計画は頓挫し、マリアージュに殺された。

### 『ViVid』に登場

#### 古代ベルカの王達
オリヴィエ・ゼーゲブレヒト
声 - 米澤円
ヴィヴィオのオリジナルで、聖王家「最後のゆりかごの聖王」と呼ばれていた女性。その身体は誕生時の魔導事故により両腕が欠損しており、さらに子供も産めなくなっていた。彼女の聖王核は母親の物を吸収して得ており、母親の命と引き換えに生まれたかのようなその生い立ちから親族に疎まれていた。それに加えて当初は聖王としての力が弱いと見なされていたために王位継承権が与えられず、半ば人質同然にシュトゥラ国へ送られた。同国の王子だったイングヴァルトとはその際に出会い、共に幼少時代を過ごすことになる。さらに後に友人となったヴィルフリッドからエレミア一族の義腕を与えられ、そんな自分でも戦えるようにするために身体自動操作魔法による五体の完全外部操作に行き着き、それに加えて頑強な腕部武装が彼女の武器だったとされている。だが、この闘法は身体が壊れようとも戦い続けられる危険な技術であり、その時から現代に至る600年間に渡り、覇王流はこれを止めるための対策に取り組み続けてきた。
腕のない状態でも自身に向けて放たれた矢を蹴り折り、さらに蹴った石で賊を倒すなど戦闘能力はかなり高く、生前はイングヴァルドに負けたことがなかった。
戦乱が激しくなり、それに終止符を打とうと聖王家はゆりかごの再起動を決めたため、後の検査でゆりかごとの高い融合適正値を示した彼女が新たな継承者となり、その力を持って長きに渡る戦国時代を終結させた。しかし、そのまま彼女はゆりかごの生体コアとして短い生涯を終え、聖王家の血筋もこの戦乱により根絶した。
クラウス・G・S・イングヴァルト
声 - 内田雄馬
古代ベルカに存在したシュトゥラ王国の王で、アインハルトは彼の直系の子孫である。
幼い頃は人質として国に送られてきたオリヴィエと共に武術を学びながら育った。天地に覇をもって和を成せる王となることを悲願していたが、生前のオリヴィエに勝つことはできず、彼女がゆりかごの核として命を投げ打とうとした際も力尽くで止めようしたもののそれでも力及ばずに彼女を見送ることしかできなかった。想いを寄せていたオリヴィエを失ったことで全てを投げ打って修練に打ち込んだ結果、皮肉にも一騎当千の強さを得て覇王と呼ばれるほどになったが、それでも大切な者を守れなかった彼の心は満たされずその短い生涯を終えた。その無念の想いは子孫であるアインハルトへと記憶と共に受け継がれた。また、ゆりかごの件の直前に突然姿を消した友人のヴィルフリッドに対して強い不信感を抱くようになり、さらに当事親交のあったクロゼルグの一族の森が焼かれた事件では焼け出された彼女とその一族を救えず結果的に見放すことになるなど、それらのすれ違いによる誤解が長き渡る遺恨を残した。
ヴィルフリッド・エレミア
古代ベルカに存在したエレミア一族の一人で、略称は「リッド」。女性であるが、中性的な容姿で一人称も「僕」でありクラウスは彼女が女性であることに気付いていなかった。
旅をして学問を修めつつ武術にも優れ、クラウスと互角以上の実力を持っていたが、野盗に襲われていたオリヴィエを助けたことで彼女と出会い、さらにその縁でクラウスとも知り合いとなる。彼女に実用的な義腕を与えたりクラウスらと共に勉学や修練に励んだりとその後も二人とは友人として親交を深めていったが、オリヴィエがゆりかごの生体コアに決まると彼女にオリヴィエを止められることを恐れた聖王家の人間によって軟禁されてしまい、終戦後も二人との再会は叶わず、そのためクラウスからは自分達を見捨てたというあらぬ誤解を受けることとなった。それ以降の彼女の動向については不明となっている。
次元書庫には彼女の手記が所蔵されており、ヴィヴィオ達は友達全員と共にこれを探しに書庫に赴き、リオがこの手記を見つけたことで彼女の真実が明らかとなった。
クロゼルグ
ファビア・クロゼルグの祖先。
シュトゥラ王国に存在した魔女の森に住んでいた猫耳の生えた亜人種の少女で、魔女としての魔法の知識を買われてシュトゥラの城に出入りしていたことからオリヴィエやクラウス達とも親交があり、特にクラウスには「クロ」と呼ばれて可愛がられていたが、一方でヴィルフリッドとは反りが合わずよく喧嘩していた。しかし、戦火が激しくなると彼女とその一族の住んでいた森がシュトゥラと敵対する国の軍によって焼き払われて一族は生きる場所を奪われ、それから間もなく一族と共に何処かへと姿を消し、そこでクラウス達との縁も切れてしまった。やがて彼らから見捨てられたと誤解した彼女は聖王家および覇王家への恨みを募らせて行き、その怒りは子孫のファビアに引き継がれていった。

#### DSAAインターミドル参加者、その他
シャンテ・アピニオン
声 - 阿澄佳奈
セインとは同期で聖王教会本部に入った修道騎士。シャッハの愛弟子で、ヴィヴィオやルーテシアともその縁で面識がある他、イクスヴェリアの世話係でもある。かなり陽気で砕けた性格をしており、もともと不良少女だったが、シャッハの鉄拳修正によって聖王協会入りしたようで、内心ではシャッハを慕っている。それでも、シャッハによれば礼節面に問題があるらしく、IMCSの参加も本来は許可されていなかったが、自分がIMCSで勝ち上がれば教会の宣伝になると考えて勝手に参加申込書を発送した。デバイスはヴィンデルシャフトと同型のアームドデバイス「ファンタズマ」。自分と同じブロックで参加している「魔女」であるファビアを見た際に「職場的にも美的感覚的にも合いそうにない」と頬を引きつらせている。セコンドはシャッハとセイン。術式はミッドチルダ式。技能は「すんごい迅さ」。「重奏（アンサンブル）」と呼ぶ分身の術を用い、19人まで分身可能。
1,2回戦は難なく勝ち進んだが、3回戦でヴィクトーリアと対決。分身の術で翻弄するも、相手の重装備と魔力量に大きなダメージを与えられず完敗。それ以降ヴィクトーリアの事を敵視している。
ルーフェンにはジークリンデ・エドガーとともにイクスを連れて赴いている。
ハリー・トライベッカ
声 - 内山夕実
ミッドチルダ南部エルセア第9地区の高等学校に通う少女で、自称不良。一人称は「オレ」と男勝りな喋り方をするが、気さくで姉御肌な性格でリオとコロナが出会ってサインを求められた際にはサインに気軽に応じている（サインと共に可愛らしいイラストも書いている）。反面、どこか脆い部分があり、ふとした拍子に泣き出してしまうので周囲は気を付けている。外見に反して可愛いもの好きで、学年二桁台の順位を維持するなど意外と成績も良い。DSAAインターミドルの出場経験があり、その頃から「砲撃番長（バスターヘッド）」との異名で呼ばれている。昨年に敗れたヴィクトーリアを「ヘンテコお嬢様」と呼んでいる。使用術式はミッド式で炎熱変換持ち。我流の近接射砲撃魔法を得意とし異名の由縁になっている。また、自分の負けた相手の技に対策をして取り込む努力を怠らず、かつてハリーを秒殺したミカヤも「強いよ」と評するほどになった努力型である。使用デバイスは鎖型の「レッドホーク」。ジャケットは暴走族風のデザインで背中には地球の漢字である「一撃必倒」の文字が描かれている。
DSAAインターミドルプライムマッチではエルスとの死闘の末勝利し、続いてリオとの対決でも追い詰められたものの隠し技を放って勝利、その後も都市本戦まで勝ち上がっている。
次元書庫の探索にもリンダ・ルカ・ミアと共に同行している。オリヴィエの歴史を知った時には涙ぐむなど情にもろい一面も見せている。
リンダ&ルカ&ミア
声 - 高橋李依（リンダ） 和氣あず未（ルカ） 髙野麻美（ミア）
ハリーの同級生で、彼女のことをリーダーと呼んでいる。全員不良っぽい雰囲気を持つが、自分より年下の人に対してやさしく、自分達が悪いと思ったことはちゃんと謝る。IMCSではハリーのセコンドを務める。
リンダが口に風邪マスクをかけている金髪の女性で、ルカが短身小さめのサングラスをかけた女性で、ミアが長髪長身の女性である。ミアは学年一桁台の成績優秀者で、ハリー含めリンダとルカに勉強を教えることもある。
インターミドルに出場している様子はないが、戦闘態勢になった時はみなハリーと同じような格好をしている。
ヴィクトーリア・ダールグリュン
声 - 遠藤綾
古代ベルカ時代の「雷帝」ダールグリュンの血を「ほんの少しだけ」受け継ぐ遠縁の子孫で、魔法はベルカ式の派生型であるダールグリュン式を使用するお嬢様。17歳。
いわゆるお嬢様口調で喋り、性格も高飛車な所があるが根は至って誠実で、ハリー以外には礼儀正しく対応しており、初対面のヴィヴィオともすぐに打ち解けている他、八神はやてとも面識がある。自身の血筋に強い誇りを持つことから古代ベルカ史でも特に有名な覇王と聖王をライバル視しており、今大会へ聖王の血統であるヴィヴィオや覇王の血統であるアインハルトが参加すると聞いて発奮している。昨年のIMCSではハリーと泥仕合を繰り広げ、その時は勝利したものの以降は彼女を「ポンコツ不良娘」と呼んでライバル心を抱くようになり、対峙した際は子供じみた言い合いになっている。他方でジークリンデに対しては幼い頃から面識があり、「あなたは私の目標」と敬意を示し、その私生活を心配している。
使用するデバイスは戦斧「ブロイエ・トロンベ」。重装備と高い魔力量が特徴。予選3回戦では、シャンテの分身の術にも動じることなく格の違いを見せつけて勝利、本戦まで無事に勝ち上がった。家でも鍛錬を怠らないが、家系に由来する力に振り回されていた時期もあった様子。
次元書庫の探索にも赴き、年長者としてまだ幼いヴィヴィオたちの保護者のように振る舞っている。
エドガー・ラグレイト
声 - 武内駿輔
ヴィクトーリアの執事。IMCSではヴィクトーリアのセコンドも勤めている。年齢はヴィクトーリアと同年代か少し上程度であると思われ、ヴィクトーリアの幼少時には彼もまだ小さかった。
ヴィクトーリアを「お嬢様」と呼び、笑いながら主人の言動に茶々を入れるなどコミカルな一面を見せる。ジークリンデの好物であるおにぎりとおでんを作れるらしく、ジークリンデの試合前には振る舞っている。
ルーフェンのハーディン家で働くクレアという妹がおり、その縁でジークリンデとともにルーフェンに趣いている。
ジークリンデ・エレミア
声 - 中津真莉
DSAAインターミドル世界代表戦優勝の経歴を持つ少女で、現在の10代最強女性選手。魔法はベルカ式の派生型であるエレミアン・クラッツ式を使用する。古代ベルカ時代のエレミア一族の戦闘記憶を受け継いだ子孫であり、ミカヤによると「最低でも500年分の記憶を受け継いでいる」とのこと。射砲撃戦、格闘打撃戦、密着しての体術など、特定の技に頼らない総合選手である。技能である「鉄腕」を解放してアインハルトを圧倒する実力を持つ。命の危険を感じた時に発動する「エレミアの神髄」状態は他の何者も寄せ付けない圧倒的な力を振るうが、意識が戦闘一色に切り替わって本人の意思に関係なく戦う状態となり、高すぎる力を制御せず振るうようになってしまうため競技の世界では危険すぎると極力発動させないようにしている。小さい頃に力をきちんと制御できず、破壊の限りを尽くしてしまったこともある。
今まで「試合」では負けたことがないが、決まった住居のないちゃんとした食事もできないホームレス同然の生活なため、前回のDSAAインターミドル大会では最後まで戦えず途中欠場した。ヴィクトーリアやミカヤなど、多くの上位選手が彼女を目標にしている。他方、ジークリンデ自身も他の武術家たちとのふれあいを喜ぶ一面を持っている。
その強さと裏腹にかなりの恥ずかしがり屋であり、本人によると「目立つのは嫌」。何時もフードを被っており、注目された際は顔を隠そうとする。髪型は黒い髪のツインテールで、関西弁をしゃべる（その為はやてと同郷かと思われた）。ヴィクトーリアとハリーとそれなりに親しく「ジーク」と呼ばれており、二人もそれぞれ「ヴィクター」「番長」と呼んでいる。ミカヤとは以前の大会で「エレミアの神髄」を発動してその手を粉砕したことがあり、合わせる顔がないと試合を観戦することを拒んでいた。
インターミドル4回戦でアインハルトと対戦。心を乱したアインハルトを終始押し続けていたが、アインハルトの反撃を受けてエレミアの神髄が開放される。アインハルトに大ダメージを与えた末に元に戻ったが、アインハルトに既に余力はなく、そのまま勝利した。その後も都市本戦まで勝ち上がり、ミウラを破っている。
その後の次元書庫探索にも共に赴き、ファビアの術に引っかかってしまった。
ルーフェン合宿参加者ではないが、ルーフェン武術の使い手の対戦相手を控えてヴィヴィオたちとは別にルーフェンに赴いた。
選手としてはストイックではあるが、私生活ではヴィヴィオを「ヴィヴィちゃん」、アインハルトを「ハルにゃん」と呼ぶなどコミカルな一面も目立ってきている。
ミカヤ・シェベル
声 - 浅川悠
ミッドチルダ南部にある抜刀術天瞳流第4道場の師範代で、選手たちの中ではベテラン。
元々ノーヴェの個人的な友人であり、試合を控えたアインハルトのスパーリング相手として紹介された。チーム・ナカジマのコーチ役をすることも多く、アインハルトは「三人目の師匠」(残り2人は先祖とノーヴェ)と認識している。ノーヴェもジム経営の開始に向けてミカヤに色々と相談している。
選手としての実力も非常に高く、自分に向かって投擲された大型バスを「晴嵐」の居合い抜きだけで真っ二つに切断できるほどの腕前を誇る（ディードは光剣ならともかく、実剣でバスを切れる自信はないらしい）。装備は軽装で、スピード重視で最強最速の一閃で切り伏せるスタイル。実力もさることながら常に冷静で落ち着いた態度から他の選手からも憧れの眼で見られており、ハリーからは「ミカ姉」、ジークリンデからは「ミカさん」と呼ばれて敬われている。使用デバイスは二本の刀型の「晴嵐」。
かつてジークリンデとの対決で「エレミアの神髄」を開放したジークリンデに手を砕かれた経験を持つ。ジークリンデは気にしているが、ミカヤ自身は彼女を目標としてエールをおくっている。
DSAAインターミドル地区予選第1試合でミウラと対決、当初ポイントを上げるがミウラの抜剣の直撃を受け逆転負け。
次元書庫の探索にも付き合っており、またリオの春光拳の話に目を輝かせ、ルーフェン合宿にもチーム・ナカジマとともに同行。クレアに格の違いを見せて勝利している他、レイにも高く評価されている。
エルス・タスミン
声 - 新井里美
前回のDSAAインターミドル都市本選のベスト10に入賞した少女。16歳。開会式で選手宣誓を行った。学校では生徒会長を務めるほど生真面目な性格の持ち主で、試合前に詰め寄っていたハリーとヴィクターを制止しようとしたりと風紀に厳しい。特に何かと自分を小馬鹿にするハリーとは反りが合わず試合時に彼女と対峙した際には互いに激しく牽制しあっている。魔導師としてのスタイルはミッド式の結界魔導師で、相手を拘束してギブアップさせるのが基本的な戦い方である。使用デバイスは手錠型の「パニッシャー」と新型ジャケット「ブラックジャスティス」を装備する。
DSAAインターミドルプライムマッチでは前年敗れたハリーに挑み追い詰めるが、再び敗れ去った。その後、ジークリンデを拝み倒してそのセコンドに収まっている。
次元書庫の探索にも同行しており、ベルカ語読解などもできる。
将来は管理局の警邏隊希望で、ハリーが同じ希望を持っていると知ると再び睨み合いになっている。
ファビア・クロゼルグ
声 - 瀬戸麻沙美
魔導師ではなく正統派魔女（トゥルーウィッチ）で、「プチデビルズ」と呼ばれる小悪魔を使役し、呪術のような魔法で相手を幻惑したり拘束したりする戦い方を得意とする。普段は小柄な少女だが、戦闘時においてはプチデビルズと融合してヴィヴィオ達と同じく成長したような姿となる。使用デバイスは魔女箒（ウイッチブルーム）「ヘルゲイザー」。
実はベルカの魔女の種族の末裔で、アインハルトと同様に先祖の記憶を継承しており、かつて自分の先祖を戦争に巻き込んだ聖王家と覇王家を恨んで彼らの生まれ変わりとも言えるヴィヴィオ達を敵視していた。古代エレミア一族の調査に次元書庫に赴いたヴィヴィオ達を付け狙って彼女の仲間を次々と捕らえ、そしてヴィヴィオとアインハルト本人にも襲いかかって様々な魔法を駆使して窮地に追い込むが、そこをルーテシアに制止され、最後はヴィヴィオの熱心な呼びかけで戦意が鈍った所で拘束された。その後駆けつけた八神はやてに事情聴取のために連れて行かれ、しばらく保護観察を受けることとなった。インターミドルにも出場して勝ち上がっていたが、途中で辞退している。その後は正統派魔女の知識を後世に残すという名目で、管理局の嘱託魔導師となる。
当初は無口かつ冷淡な態度を取っていたが、根は悪い子ではなく、ヴィヴィオに説得されて長年の蟠りが溶け、そしてはやてに諭された時には涙ながらも素直に謝罪している。
アニメでは出番のタイミングが大幅にずらされており、正式に登場したのは予選からではなく本戦からとなっている。
『Vivid Strike!』にて再登場を果たしている。
エーデルガルト・バルカス
アインハルトが登場するまでU15世界チャンピオンだった強豪選手。辺境・アルマナック地方出身の部族の娘で、選手になる以前から巨大な猛獣を素手で仕留めるほどの力があった。
アインハルトのU15デビュー戦で対決。油断なくアインハルトに向かい打ち合いとなるが、覇王断空拳を受けて敗退。試合の中でこれまでの選手達と異なる強さを持ったアインハルトを強敵と認め、敗戦後は檄を飛ばしている。

#### ルーフェン関連
レイ・タンドラ
春光拳で「拳仙」という称号を持つリンナの祖父。無敗を誇る伝説の武術家で多くの選手たちも名前を知っていたが、気さくな好々爺のためただの道場の人と間違われたこともあった。
ヴィヴィオに対し、格闘は資質向きでないと諭しつつも、極限の見切りである「神眼」についてアドバイスを与えた。
リンナ・タンドラ
春光拳師範代。リオのいとこにあたり、師範クラスの実力を持つ。合宿に訪れたチームナカジマの案内役となる。
タオ・ライカク
春光拳道場の家事使用人。「憑髪」という、自身の髪を伸ばし様々に操って戦う技を使うことができるが、本人の意思に関係なく動き出してしまう場合があった。
本来は武術が大好きであり、大量に落ちてきた本を手足や頭まで使って受け止めるバランス感覚と反射神経を持っている。
かつて制御できない憑髪でアイリンに怪我をさせた上、武術を穢したとして別の道場を締め出されたことがトラウマとなり、力を嫌って自ら封印してしまった所をレイに迎えられていた。
試練でのコロナとの対決を経て、ある程度自身の力と向き合うことができるようになっている。
イェン・ランカイ、シュエ・ローゼン
春光拳道場の門下生見習い。素行に問題が多く、見習いの域を抜け出ていないが、同年代ということもありヴィヴィオたちと親しくなる。「勁」の技を熱心に研究している。
アイリン・ハーディン
春光拳と交流の深い華凰拳宗家跡取り候補で、リオを始め春光拳の面々とも親しい。ただ、イェン、シュエとは仲が良く気軽に話しかけられているのだが、本人は「友達でも何でもない」と否定している。
小さい頃から日常生活に至るまで拳法を取り込んだ暮らしをしてきたため同年代では飛び抜けており、ジークリンデとも互角に渡り合う実力の持ち主。ミウラとヴィヴィオに試練を与えたが、その際も身体資質ではアイリンを上回るミウラとヴィヴィオの二人を相手取って優位に立っていた。
他人に対しては礼儀正しい性格であるが、勝負に負けると大人気なく悔しがることがある。
かつてタオの「憑髪」を受けた際に怪我をし、さらにタオを「ずるっこ」と罵ってしまい、タオが武門を離れる切っ掛けを作ったことがあり、タオに謝罪した上その復帰を心から願っていた。
クレア・ラグレイト
アイリンの執事にして、エドガーの妹。アイリンも「あなたの予想が外れたことがあって？」と深い信頼をおいている。
ルーフェン合宿ではヴェンディチカ護衛剣術と華凰拳槍剣技を組み合わせた剣術を用いてミカヤと勝負し、致命打こそ受けなかったものの連敗した。

### 『Force』に登場

#### フッケバイン一家のメンバー
ヴェイロン
「ディバイダー928」を所有し、左腕には硬質金属の爪と火炎噴射器で構成された篭手「クローグラブ」を装備している。首領のカレンのことを姉貴と呼ぶ。残忍で凶暴、戦いに愉悦を見出す好戦的な性格をしており、暴力と強さを信条としている戦士。戦闘中は普段よりテンションが高くなる。口がかなり悪く、チンピラ風なしゃべり方をする。都築&緋賀コメントによると、悪キャラクターなりのヒーローという、今まで「なのは」にはいなかったタイプのキャラクターとして生み出されている。
7年前の「事故」の際にトーマが目撃した二人組の片割れで、町を破壊した犯人についても心当たりがある模様。スバルに連絡を取るため聖王教会へと向かったトーマ達を先回りして待ち伏せており、そこのシスター達を皆殺しにしていた。気まぐれな彼は、戦いで意識を失ったトーマへの伝言をアイシスに伝えた後、彼らをそのまま放置して飛空挺へと帰還した。その後、フッケバイン艦内に侵入してきた特務六課との戦いではスバルと対決。その時に暴走したトーマが発動させた「ディバイドゼロ・エクリプス」を喰らったことで、彼こそがカレンの探していた「ゼロ因子適合者」であることに気付く。
レプリカディバイダーの使い手を狩り出す戦いではディーゴと対決。リアクターのフィフスに暴力的に接するディーゴと、それに逆らわない彼女を見て過去の何かを思い出したヴェイロンは、苛立ちにまかせてディーゴを惨殺した。
カレン、ソニカと共にレゾナ東中央拘置所に収容されているハーディス・ヴァンデインを襲撃するが、「原初の種」の力を発揮した彼に圧倒される。ここに特務六課の乱入も重なり撤退しようとするが、その際の混乱に乗じたハーディスの攻撃からソニカを庇い心臓を抉り取られる瀕死の重傷を負う。現在は、ハーディスの支配種の能力によりECウイルスが変質しており、受けた傷が癒えず危険な状態にある。
アルナージ
「ディバイダー718」を所有する銃撃手。愛称は「アル」で、名前で呼ばれることの方が少ない。多種多様な重火器を操るリアクト形態は火力が高すぎるため、フッケバイン艦内では使用禁止となっている。分断（ディバイド）能力には恵まれていない模様。高いところが苦手で、空を飛ぶのも嫌々な模様。隠密行動が専門で捕縛術が得意。ステラ以外のメンバーには、基本的に愛称に兄や姉をつけて呼ぶが（ヴェイロンならヴェイ兄など）、なぜかフォルティスだけは呼び捨てにしている。男勝りで陽気な性格をしており、極度の大飯喰らい（放っておくとトラック1台分の食料を平らげてしまう）。口がかなり悪く、歯に衣着せない物言いをする。
トーマ達三人を捕縛しアジトへ連れ帰った人物で、アイシスの尋問を担当した。三人の中でアイシスが一番の危険人物と判断したため、彼女を全裸に剥いで手足を拘束した上で尋問を行った。その際に「貧相な体」だの「胸の脂肪が足りねー」だのと、アイシスの体型を散々こき下ろした挙句「ぺったん胸」というあだ名をつけたため、それ以降ずっと彼女の反感を買っている。
艦内戦闘では出番が無かったが、艦外に出た暴走トーマを巡る攻防ではアイシスと対決。レプリカディバイダーの使い手を狩り出す戦いではマティと対決した。
サイファー
「ディバイダー944」を所有する剣士で、フッケバイン一家最初期からのメンバー。基本的にクールな性格だが、ヴェイロンと同じで戦いに愉悦を見出すタイプでもある。「身内」には優しいお姉さんだが、それ以外には残忍で冷酷であり、大人も子供も関係なく虐殺できる。三カ月前に第14無人世界の開墾地で局員12名と民間人67名を殺害した犯人で、彼らと交流のあったシグナムにとっては因縁の相手。
気まぐれを起こしたヴェイロンに代わり、トーマを回収しに現れる。そこでトーマ達を追ってきたシグナムと鉢合わせする。剣での戦いでシグナムに追い詰められたサイファーは、リアクト形態「ケーニッヒ・リアクテッド」を起動。シグナムとアギトに瀕死の重傷を負わせ、剣技の勝負は遅れを取ったが殺し合いでは勝利した。この時明らかになったサイファーの病化特性「対鋼破蝕」は、彼女の肉体に触れた武器が何らかの手段により破壊されるというもので、レヴァンティンでさえ彼女を斬ることはできず逆に剣身が砕けた。
トーマ達が飛空挺に連行された後は、リリィの尋問を担当して破損プラグの彼女にリアクターの機能や役割をレクチャーした。その後、フッケバイン艦内に侵入してきた特務六課との戦いではフェイトと対決した。
グレンデル一家と特務六課との戦いで、初めての対適合者戦に苦戦するトーマを見兼ねて介入。トーマに対適合者戦の基本を教えグレンデル一家のクイン・ガーランドに圧勝し、彼女のディバイダーVG4を奪う。だが、そこに駆けつけてきたシグナムと再戦になり、AEC武装を用いる彼女に今度は逆に追い詰められて腕一本と引き換えに逃走する。ただし、サイファーも「ケーニッヒ・リアクテッド」の二刀のうち片方しか使っておらず、もう片手には奪ったVG4を持つ本来のスタイルとはほど遠い二刀流状態の上、鎧装も纏っておらず全力を出したとは言い難い有様。ソニカにもそのことを指摘され「らしくない」と言われていたが、これにはVG4をリアクト状態のまま持ち帰らなければいけなかったこととその場に将来敵か味方になるかわからないトーマがいたからなどの理由があった模様。
ステラ・アーバイン
メンバー最年少の少女。普段は料理や掃除を担当しているが、巨大EC兵器「飛空挺フッケバイン」の操舵手でもある。自動操縦での航行中は思考能力の大部分をフッケバインが使用しており、言語能力や複雑な思考能力に制限が加わりしゃべることができないため、身振り手振りで物事を伝えようとする。日常生活に支障は無いものの、この制限が加わっている時のステラは性格も行動も素直で単純なものとなっている（アルナージ的にはこのときの方がかわいいとのこと）。自動操縦を切っている際（停泊中やリアクト中など）の生意気でおしゃべりな方が彼女本来の性格。カレンが単独行動中に回収した飛空艇フッケバインの新型航行システムによってステラへの負担はある程度軽減した模様。
フォルティス
フッケバイン一家の参謀格。態度は紳士的だが話の内容は物騒。トーマの尋問を担当し、彼にECウイルスのことを説明した後仲間に誘った。都築&緋賀コメントによると説明役とさりげない嘘をつくキャラクターとのことで、トーマに説明した内容についてもどこまでが本当のことなのかはまだ不明。
ドゥビル
「ディバイダー695」を所有。愛称は「ビル」。フォルティスと一緒に行動していることが多い巨漢。基本的に無愛想で口数が少ない。かなり筋肉質な身体つきをしている。上半身が裸の理由はポリシーによるもの。接近戦において殺傷能力が高いスキルの一つ短距離瞬間移動（ショートジャンプ）の使い手で、死角からの強烈な一撃で相手を倒す戦い方を行う。リアクト形態「ランゲ・リアクテッド」は、体表面を外骨格が覆い鎧化。皮膚・髪色・骨格すらもそれぞれ変化し、鬼のような禍々しく怪物じみた姿へと変貌する。後に「肉体改編」という感染者の技術であることが判明した。
フッケバイン艦内に侵入してきた特務六課との戦いではエリオと対決。直後の暴走トーマを巡っての攻防ではアイシスやフェイトと戦った。
カレン・フッケバイン
年齢不詳・素性不明のフッケバイン一家の女首領。刀剣を集めるのが趣味なようで、戦闘する毎に様々な種類の物を用いている。デバイスは現在のところ魔導書型の物のみを使用しており、ディバイダーは不明。EC因子適合者とEC兵器の力を使い「世界を殺せる毒」となることを目論む。管理局が彼女の存在を認識したのはフッケバイン一家の活動後であり、それ以前の彼女の過去は一切不明で謎が多い。現在進行中の事態について詳しい情報や知識を持っており、特務六課に対し全ての面で先んじて行動している。7年前の「事故」の際にトーマが見掛けた二人組の片割れで、彼女の肩にあった羽根の刺青（フッケバイン一家のマーク）が唯一の手掛かりだった。EC因子適合者の中でも特別な「ゼロ因子適合者」を探しており、他のメンバーと別行動を取っていることが多い。都築&緋賀コメントによると年齢を聞くのはタブーとのこと。
一見すると明るく振舞う陽気な性格の持ち主なのだが、その笑顔と振舞いのままで相手を殺そうとする冷酷非情さに抜け目の無さと大胆不敵さも併せ持つ。また、仲間からは非常に慕われる姐御肌でもある。
フォルティスと共にフッケバインの頭脳担当で、管理局に対しても様々な根回しを行っている模様。初の特務六課との戦いでは、はやて・エリオ・ヴィータの3人に重傷を負わせたが、あえて殺さずにおいてそのことを恩に着せたり、はやてに茶番の追跡劇を演じるよう取引を持ちかけたりした。特務六課が出張ってきたこと、事態が様々に動き始めたことを踏まえ、現在は別行動中のメンバー全員に招集をかけた。
金属質の茨で相手を攻撃・拘束したり守備に使える茨姫、多数の粒子剣で相手を攻撃する白雪、広範囲を大規模爆破する灰被りと名付けられた能力を保有する。「肉体改編」技術にも長けており、燃費の悪化と引き換えに自在に身体構造や性質を変化・活性化させて行動能力を大幅に向上させられる。拘置所で肉体改編を使った際には少女の容姿となり、速度でフェイトとエリオを翻弄してみせた。
ヴェイロン、ソニカと共にハーディスが収容されているレゾナ東中央拘置所へ赴き、「原初の種」の在りかを聞き出そうと計るが、「正当防衛」と称して「原初の種」の力を発揮したハーディスに苦戦する。その直後、特務六課の乱入により一層形勢が不利になったため二人に撤退を指示し、撤退戦において六課保有のAEC装備の一部を強奪した後に追撃を振り切り脱出する。
ロザリア
見た目はただの小柄な少女だが、正体はシュトロゼックシリーズ五番目のリアクター「シュトロゼック5th」。生み出したのはヴァンデイン・ラボで、細胞年齢は14歳7カ月。ディーゴには「フィフス」と呼ばれていたが、その呼び名も単なる識別名。正式な「誓約（エンゲージ）」はまだ行っていない。仮のドライバーであるディーゴに常に暴力を振るわれていたため、身体は傷だらけで薄汚れており、ほとんどしゃべらず無抵抗に従っていた。ティーゴ達が倒された後、1人残ったフィフスはアルナージの手で飛空挺フッケバインに連れて行かれた。
連れて行かれた後に急に具合が悪くなり、フッケバインのメンバーが交代で看病していた。後にソニカの情報窃視で詳細な個人情報や個体識別名が判明し、故障箇所とその処置方法も判明した。その後、動けるようになってからは深手を負ったヴェイロンのことを心配している。
ソニカ・リーリャン
正式にはファミリー所属ではなく、フッケバイン一家の傘下として庇護を受ける占い師という立場。非戦闘要員。生まれつき、相手の体に接触することで対象の記憶を読み取る「情報窃視」の先天能力を持ち、感染者となったことでその能力が大幅強化されている。他にも占いに関する多数の能力を持ち、表社会では「占い師」、裏社会では「かけがえなき尋問者」と呼ばれる。病状の進行が初期で止まってしまっているため戦闘能力はほぼ皆無で、病化能力はおろか魔導殺しの力すら持っていない。
サイファーがグレンデル一家を強襲する際に呼び出したが、本業の占いを優先したことと、サイファーとトーマやシグナムとのやり取りを観察していて合流が遅れる。しかし、そのことに全く悪びれる様子が無かった。極度の守銭奴であり、身内に対しても法外な報酬額を請求する。フォルティスからは情報・交渉戦の万能札だが、極端なマイペースさと遅刻癖に、途方もなく金に汚い所が難点だと評価されている。
一見すると身内に対しても法外な報酬額を請求するただの守銭奴だが、実は仲間意識が強く、自分を庇って瀕死の重傷を負ったヴェイロンのことを嘆いた。

#### グレンデル一家のメンバー
カート・グレンデル
武装集団「グレンデル一家」の首領を務める少年。一家は最近ECウイルスに感染した模様。かなりのお調子者で、ミッドチルダの街の王になるという微妙に小さな野望を抱いている。特務六課に配備予定だったCW-ADX「ラプター」やAEC武装を、ヴァンデインからの依頼を受けて奪取しに現れる。EC因子適合者の能力に対する理解がトーマより深く、未熟さから分断があまり使いこなせていないトーマを初心者と呼んだ。制限はあるようだが、分断効果を駆使して対象を破砕する技「ディバイド・ブレイク」を得意とし、魔力攻撃だけでなく実体のある兵器でも無効化できる。トーマとAEC武装を用いるラプター4機をまとめて相手にしながら難なく一蹴できる実力を持つが、油断からCW-AEC09X-2「オクスタン」を用いたティアナの銃撃を喰らい気絶。そのまま特務六課に捕縛される。その後海上拘置所で自壊ユニットのことについて説明し取引を持ちかけるが結局はトーマとはやての提案に応じ依頼主のことを話そうとした瞬間自壊ユニットが作動する。しかしあらかじめ自壊ユニットを首筋に移動させていた為（本人によるとちょっとした手品であり作動した位置が移動させられるギリギリだったらしい）生き延び自分たちの雇い主と自分たちを感染者に仕立てたのがハーディス・ヴァンデインであると明かした。ドライバーとしての能力以外にも自分が所有物として認識している物や人間を手元に引き寄せるアポート能力を有しており、これで仲間や武器を取り戻して全員で脱走を図ったが、その場に待ち構えていたなのはによって取り押さえられて失敗、再び他の仲間もろとも拘束された。
マリーヤ・ラネスカヤ
グレンデル一家の狙撃手担当の少女。口が悪い。クインと仲があまり良くなく、首領のカートをアホと呼ぶ。指先で摘んだ物質を誘導弾として礫のように撃ち出せるという能力を持つ。摘める物ならなんでも撃ち出せるようだが、効率がいいことから銃弾を好んで用いる。戦いの場に現れたサイファーを危険視し、無謀にも単独で戦おうとするクインを援護するため駆け付けようとするが、そこをアイシスに捕捉されて戦闘状態になる。アイシスのことを舐めきっていたが、倒したと思った攻撃は通用しておらず、反撃の一撃で脚を潰されて捕縛される。
ロロ・アンディーブ
グレンデル一家の運び屋担当の少女。元々陽気な性格だが、運転中はさらにハイテンションになる。電気を扱う能力を持つため電化製品や電気使用兵器全般に強く、能力を使えばスタンガンでも都市用発電機並の出力が出せる。カートと共に奪ったラプターやAEC装備を運搬していたが、追跡してきたティアナの攻撃でタイヤを潰されて逃走できなくなり、特務六課に投降した。
クイン・ガーランド
グレンデル一家の特攻担当の少女。黒のセーラー服を着ており、レプリカディバイダーVG4を所有する剣士。当初は感情の起伏がない状態を装っていたが、実際はかなりの激情的な性格である。リアクト形態「グラディオン」では戦闘防護服を装着した姿となる。剣先からエネルギー粒子を発生させて刀身を伸ばし、離れた場所からでも相手を切り裂ける粒子攻撃と呼ばれる技を使う。まだトーマ達と同じくらいの年齢だが、既にエクリプスドライバーとして高い戦闘能力を持っており、適合者との戦闘経験値が乏しいトーマは苦戦を強いられた。しかし、それを見かねて介入してきたサイファーの実力の前には全く太刀打ちできず、一方的にやられた上で情報を吐くよう迫られる。だが、従わなかったためにサイファーに始末されそうになり、そこを敵のはずのトーマに庇われ命拾いした。その後、そのままトーマに捕縛される。

#### その他（『Force』）
ハーディス・ヴァンデイン
ヴァンデイン・コーポレーションの専務取締役にして、一連のエクリプス関連事件においての黒幕。一見爽やかで紳士的、笑顔を絶やさない温厚そうな人物だが、本性は傲岸不遜。ECウイルスの独自研究者で、エクリプスのことをフッケバイン一家とも管理局とも違う視点から捉えており、次代のクリーンエネルギーとなりうると評して様々な実験を秘密裏に行い、どの勢力とも違う多くの知識を得ている模様。ECウイルスを使った違法人体実験や感染者の増産、レプリカディバイダーの大量生産、子飼いの感染者達を使った虐殺行為など、目的のためなら手段を選ばない冷酷非情さと腹黒さを併せ持つForce随一の危険人物である。肝も据わっており、エクリプス研究に関与していたことの捜査に来たフェイト達に対し、介入させないために情報交換で手を打とうと取引を平然と持ちかけたこともある。エクリプス研究を進めていることを本社にすら秘密にしていたが、ことが露見してもなお本局の捜査や本社からの質問責めの全てをうまくかわす自信を覗かせていた。
特務六課に捕まったカート・グレンデルの証言を元に逮捕状を取ったティアナ達に、一連の事件の重要参考人として逮捕・拘束されたが、その際に強烈な殺気を発して威嚇しており、なのはに「素人ではない」と言わせた。
「原初の種」と呼ばれるECウイルスの種母体を入手しており、それを用いて感染者として絶対的な力の量を手にしている。模倣能力者であり、見たり喰らったりした他者の能力を容易に再現してのける。また、カレンとヴェイロンの連携攻撃をまともに喰らっても傷一つ負わない馬鹿げた身体強度を誇り、収監された収容所を襲撃してきたカレンらを逆に圧倒的な力で一蹴した。その際、事態の収拾に出向いてきた特務六課と、その場を離脱しようとするカレンとの戦いで周囲の視界が大きく遮られたのを好機とソニカを襲い、彼女を守ろうとしたヴェイロンの心臓を抉り出した。
ディーゴ
「レプリカディバイダーVC9」を持つ短気で粗暴な男。リアクターであるフィフスに常に暴力を振るう。ヴァンデインの依頼で、マティと共に第14無人世界の移住調査地区で選別と称する虐殺を行うが、レプリカを狩り出すために襲撃してきたヴェイロンとアルナージ相手に戦いになる。ヴェイロンとの戦闘でリアクト形態「シュトロゼック・リアクテッド クロムグリート」を発動させるが、フィフスに対する態度とそれに従う彼女の様子がヴェイロンの逆鱗に触れたため、惨殺される。
マティ
「レプリカディバイダーVC11」を持つお調子者の男。ヴァンデインの依頼で、ディーゴと共に第14無人世界の移住調査地区にECウイルスを散布した。アルナージに敗れた後は生け捕りにされて尋問を受けるが、口封じのために頭に埋め込まれていた自壊ユニットが作動し、死亡した。

## 海鳴市の人々
原作の舞台に住む人々。『とらいあんぐるハート3』からのスピンオフキャラクターも多い。原作では超人的な戦闘力を誇る剣士や吸血鬼、超能力者にロボットなど現実離れした設定を持ったキャラが多いが、アニメでも同じ設定かどうか明確に明かされているキャラクターは少ない。

### 高町家
なのはの家族。原作では複雑な家庭環境 にあり、本シリーズでも原作者の都築により、一部を除いた設定 が流用されていると明言されている。原作ゲーム内の隠しおまけシナリオ『魔法少女リリカルなのはCMスポット（ジョーク作品）』でも士郎が生存している設定になっており、ここでも士郎と桃子は『万年新婚夫婦』と言われている。なお、高町家各人の髪の色は、恭也と美由希が父親の士郎と同じ黒、なのはが母親の桃子と同じ栗色である。
高町 恭也（たかまち きょうや）
声 - 緑川光
なのはの兄。第1期・『A's』は大学1年生（当時19歳）。クールで寡黙だが優しく、なのはにとっても頼れる人物。父・士郎から「小太刀二刀御神流」という剣術を受け継ぐ。なのはの親友である月村すずかの姉、月村忍は両家公認の恋人である。『StrikerS』時点では忍と共にドイツで仕事をしている。
当作の元作品であり、パラレルワールド関係を持つ別作品『とらいあんぐるハート3』の主人公である。原作における詳細はとらいあんぐるハート3 〜Sweet Songs Forever〜#高町恭也を参照のこと。
『StrikerS』において、なのはは無茶を続けた結果、11歳のころに重傷を負った経験があることが明かされたが、原作の恭也も父が死亡した後に、遺された家族を支えたい一心からの過剰な鍛錬が元で10歳前後のころに事故に遭い、右膝を負傷して原作の時代まで後遺症に苦しんだ。それが原作の恭也が美由希を鍛えることに情熱を注ぐ一因になっていたことなどは、なのはとフォワード4人の関係と共通する部分もある。
高町 美由希（たかまち みゆき）
声 - 白石涼子
なのはの姉。第1期・『A's』当時で私立風芽丘学園2年生（17歳）。眼鏡に三つ編みの快活な少女。兄・恭也と父・士郎より「小太刀二刀御神流」を教えてもらっている。かわいいもの好きで、フェレット状態のユーノを非常にかわいがっていた。また、アースラスタッフが近所に引っ越して来た時は、年齢の近いエイミィと気が合うようだった。StrikerSサウンドステージ01にて、『A's』以降の10年間にも交友が続いていたことが判明している。
当作品の元作品の『とらいあんぐるハート3』のヒロインの1人でもある。原作における詳細はとらいあんぐるハート3 〜Sweet Songs Forever〜#高町美由希を参照のこと。
高町 桃子（たかまち ももこ）
声 - 天野エリカ / 竹内恵美子（『Reflection』）
なのはの母（第1期・『A's』当時33歳）。大人気を誇る「翠屋」のパティシエール及び経理。なのはを心から心配しながら、なのはを信頼し、その意思を尊重する優しい母。士郎とは新婚さながらの仲の良さ。10年経った『StrikerS』時点でも、スバルとティアナが驚くほどの若さを保っている。原作における詳細はとらいあんぐるハート3 〜Sweet Songs Forever〜#高町桃子を参照のこと。
『Reflection』にも登場している。
高町 士郎（たかまち しろう）
声 - 一条和矢
なのはの父（第1期・『A's』当時37歳）。喫茶店「翠屋」店主、地元少年サッカーチームの監督も務めている。器が大きく、包容力のある人物。「小太刀二刀御神流」正当継承者であり、恭也・美由希に伝えている。かつてボディーガードとして世界中を飛び回っていた際テロに遭い、瀕死の重傷を負うものの無事生還する。しかし彼の看病や実家の切り盛りのため、なのはは少々寂しい幼少期を送ってきたらしい。原作における詳細はとらいあんぐるハート3 〜Sweet Songs Forever〜#高町士郎を参照のこと。

### その他の人々
月村 忍（つきむら しのぶ）
声 - 松来未祐
なのはの親友・すずかの姉で、高校時代からの同級生であるなのはの兄・恭也の恋人。18歳。大の機械好き。翠屋を手伝っていることもある。StrikerS時点では、恭也と共にドイツで暮らしているとのこと。『とらいあんぐるハート3』のヒロインの1人でもある。原作における詳細はとらいあんぐるハート3 〜Sweet Songs Forever〜#月村忍を参照のこと。どちらの世界でも恋愛関係になった時期が異なるだけで、恭也の恋人であることに変わりはない。
月村俊
声 - 高坂宙
すずかの父親。『Reflection』で初登場。月村重工の経営者で、遊園地「オールストン・シー」建設に携わっている。
月村春菜
声 - 佐野尚美
すずかの母親。『Reflection』で初登場。月村建設の経営者で、遊園地「オールストン・シー」建設に携わっている。
ノエル・K・エーアリヒカイト
声 - 氷青
月村家のメイド長。24歳。クールな容貌の大人の女性。温泉好き。 『とらいあんぐるハート3』のヒロインの1人でもある。原作における詳細はとらいあんぐるハート3 〜Sweet Songs Forever〜#ノエル・綺堂・エーアリヒカイトを参照のこと。
ファリン・K・エーアリヒカイト
声 - 谷井あすか
ノエルの妹で、月村家のすずか専属メイド。15歳。ドジっ子で、しばしば失敗を起こしている。『とらいあんぐるハート3』には登場しないアニメ独自キャラだが、容姿や性格などは同作のヒロインの1人・神咲那美がモデルとなっている。
ジョディ・バニングス
声 - 大井麻利衣
アリサの母親。『Reflection』で初登場。
デビッド・バニングス
声 - 高橋大輔
アリサの父親。『Reflection』で初登場。
鮫島（さめじま）
声 - 前川建志
バニングス家の執事兼専属運転手で、アリサの登下校の送り迎えを行う。アリサが負傷したアルフを発見した時には、これを救助した。
槙原 愛（まきはら あい）
声 - 木下紗華
槙原動物病院の院長。重傷を負ったユーノを治療した。元々は『とらいあんぐるハート2』のヒロインの1人であり（なお『とらいあんぐるハート3』にも登場する）、『とらいあんぐるハート3』以外のとらハシリーズからは唯一のスピンアウトキャラクター。原作における詳細はとらいあんぐるハート2 さざなみ女子寮#槙原愛を参照のこと。なおクレジットでは「槙原院長」となっており、本編中でも名前が呼ばれるシーンはない。
石田 幸恵（いしだ さちえ）
声 - 佐久間紅美
海鳴大学病院医師。はやての足の麻痺を担当していた主治医。魔法技術がほとんどない世界で麻痺の原因が闇の書であることは分かるはずもなく、治療の効果は上がらなかった。身寄りがなく、あまり治療にも前向きではないはやてを何かと気にかけ、治療以外のプライベートでも連絡を入れている。突如現れてはやてに付き添うようになったヴォルケンリッターに対し、当初こそ疑惑の視線を向けたものの（『The MOVIE 2nd A's』パンフレットでは、最初は興信所まで使って調査したと記載されている）、段々と深い信頼関係で結ばれていった。『The MOVIE 2nd A's』では、事件から2年後（はやてが退院して完治した後）もはやてとの交流は続いている。